# Elezioni amministrative in Italia del 2002
Le elezioni amministrative in Italia del 2002 si sono tenute il 26 e 27 maggio (primo turno) e il 9 e 10 giugno (secondo turno). da queste elezioni fino a quelle del 2013 si vota in due giorni (cioè sia alla domenica dalle ore 08,00 alle ore 22,00 che al lunedì dalle ore 07,00 alle ore 15,00) perché si riteneva che in questo modo sarebbe aumentata l'affluenza.

## Elezioni comunali

### Piemonte

#### Alessandria
| Candidati                                                | Candidati                           | Voti                        | %     | Liste                                    | Voti   | %     | Seggi |
| -------------------------------------------------------- | ----------------------------------- | --------------------------- | ----- | ---------------------------------------- | ------ | ----- | ----- |
|                                                          | Mara Scagni Accede al ballottaggio  | 25.146                      | 46,85 | Democratici di Sinistra                  | 11.588 | 23,50 | 13    |
| La Margherita                                            | Mara Scagni Accede al ballottaggio  | 25.146                      | 46,85 | 4.214                                    | 8,54   | 4     |       |
| Noi Per Mara                                             | Mara Scagni Accede al ballottaggio  | 25.146                      | 46,85 | 4.198                                    | 8,51   | 4     |       |
| Partito dei Comunisti Italiani                           | Mara Scagni Accede al ballottaggio  | 25.146                      | 46,85 | 1.195                                    | 2,42   | 1     |       |
| Italia dei Valori - UDEUR                                | Mara Scagni Accede al ballottaggio  | 25.146                      | 46,85 | 432                                      | 0,88   | -     |       |
| Federazione dei Verdi                                    | Mara Scagni Accede al ballottaggio  | 25.146                      | 46,85 | 310                                      | 0,63   | -     |       |
|                                                          | Oreste Rossi Accede al ballottaggio | 24.468                      | 45,58 | Forza Italia                             | 9.848  | 19,97 | 7     |
| Lista Calvo                                              | Oreste Rossi Accede al ballottaggio | 24.468                      | 45,58 | 4.810                                    | 9,75   | 3     |       |
| Lega Nord                                                | Oreste Rossi Accede al ballottaggio | 24.468                      | 45,58 | 3.708                                    | 7,52   | 3     |       |
| Alleanza Nazionale                                       | Oreste Rossi Accede al ballottaggio | 24.468                      | 45,58 | 3.612                                    | 7,32   | 2     |       |
| Unione dei Democratici Cristiani e Democratici di Centro | Oreste Rossi Accede al ballottaggio | 24.468                      | 45,58 | 789                                      | 1,60   | -     |       |
| Nuovo PSI                                                | Oreste Rossi Accede al ballottaggio | 24.468                      | 45,58 | 466                                      | 0,94   | -     |       |
| Seggio al candidato sindaco                              | Seggio al candidato sindaco         | Seggio al candidato sindaco | 45,58 | 1                                        |        |       |       |
|                                                          | Pier Angelo Taverna                 | 1.893                       | 3,53  | Alessandria Viva (A)                     | 1.976  | 4,01  | 2     |
|                                                          | Giorgio Bertolo                     | 1.191                       | 2,22  | Partito della Rifondazione Comunista (B) | 1.215  | 2,46  | -     |
|                                                          | Mario Torgani                       | 640                         | 1,19  | Lista Alessandria                        | 637    | 1,29  | -     |
|                                                          | Mauro Morando                       | 338                         | 0,63  | Per la Nostra Città                      | 322    | 0,65  | -     |
| Totale                                                   | Totale                              | 53.676                      | 100   |                                          | 49.320 | 100   | 40    |

- Le liste contrassegnate con le lettere A e B sono apparentate al secondo turno con il candidato sindaco Mara Scagni.

Ballottaggio
| Candidati | Candidati              | Voti   | %      |
| --------- | ---------------------- | ------ | ------ |
|           | Mara Scagni ✔️ Sindaco | 27.447 | 53,87  |
|           | Oreste Rossi           | 23.499 | 46,13  |
| Totale    | Totale                 | 50.946 | 100,00 |

#### Asti
| Candidati                                                | Candidati                               | Voti                        | %     | Liste                                | Voti   | %     | Seggi |
| -------------------------------------------------------- | --------------------------------------- | --------------------------- | ----- | ------------------------------------ | ------ | ----- | ----- |
|                                                          | Vittorio Voglino Accede al ballottaggio | 19.224                      | 45,19 | Democratici di Sinistra              | 4.944  | 13,32 | 8     |
| La Margherita                                            | Vittorio Voglino Accede al ballottaggio | 19.224                      | 45,19 | 4.276                                | 11,52  | 6     |       |
| Partito dei Comunisti Italiani                           | Vittorio Voglino Accede al ballottaggio | 19.224                      | 45,19 | 3.723                                | 10,03  | 6     |       |
| Asti con Voglino Sindaco                                 | Vittorio Voglino Accede al ballottaggio | 19.224                      | 45,19 | 2.712                                | 7,31   | 4     |       |
| Socialisti Democratici Italiani                          | Vittorio Voglino Accede al ballottaggio | 19.224                      | 45,19 | 126                                  | 0,34   | -     |       |
|                                                          | Luigi Florio Accede al ballottaggio     | 18.874                      | 44,36 | Forza Italia                         | 10.181 | 27,44 | 9     |
| Alleanza Nazionale                                       | Luigi Florio Accede al ballottaggio     | 18.874                      | 44,36 | 2.968                                | 8,00   | 2     |       |
| Unione dei Democratici Cristiani e Democratici di Centro | Luigi Florio Accede al ballottaggio     | 18.874                      | 44,36 | 1.853                                | 4,99   | 1     |       |
| Lega Nord                                                | Luigi Florio Accede al ballottaggio     | 18.874                      | 44,36 | 1.445                                | 3,89   | 1     |       |
| Partito Repubblicano Italiano                            | Luigi Florio Accede al ballottaggio     | 18.874                      | 44,36 | 925                                  | 2,49   | -     |       |
| Seggio al candidato sindaco                              | Seggio al candidato sindaco             | Seggio al candidato sindaco | 44,36 | 1                                    |        |       |       |
|                                                          | Giovanni Pensabene                      | 1.790                       | 4,21  | Partito della Rifondazione Comunista | 1.382  | 3,72  | -     |
| Federazione dei Verdi                                    | Giovanni Pensabene                      | 1.790                       | 4,21  | 207                                  | 0,56   | -     |       |
| Seggio al candidato sindaco                              | Seggio al candidato sindaco             | Seggio al candidato sindaco | 4,21  | 1                                    |        |       |       |
|                                                          | Alberto Pasta                           | 1.541                       | 3,62  | Unione dei Cittadini                 | 1.743  | 4,70  | 1     |
|                                                          | Giuseppe Reggio                         | 1.115                       | 2,62  | Partito Pensionati (A)               | 619    | 1,67  | -     |
| Totale                                                   | Totale                                  | 42.544                      | 100   |                                      | 37.104 | 100   | 40    |

- La lista contrassegnata con la lettera A è apparentata al secondo turno con il candidato sindaco Luigi Florio.

Ballottaggio
| Candidati | Candidati                   | Voti   | %      |
| --------- | --------------------------- | ------ | ------ |
|           | Vittorio Voglino ✔️ Sindaco | 22.057 | 54,63  |
|           | Luigi Florio                | 18.318 | 45,37  |
| Totale    | Totale                      | 40.375 | 100,00 |

#### Cuneo
| Candidati                                                | Candidati                                | Voti                        | %     | Liste                | Voti   | %     | Seggi |
| -------------------------------------------------------- | ---------------------------------------- | --------------------------- | ----- | -------------------- | ------ | ----- | ----- |
|                                                          | Alberto Valmaggia Accede al ballottaggio | 16.170                      | 48,15 | Centro               | 3.635  | 12,04 | 7     |
| Democratici di Sinistra                                  | Alberto Valmaggia Accede al ballottaggio | 16.170                      | 48,15 | 3.324                | 11,01  | 6     |       |
| La Margherita                                            | Alberto Valmaggia Accede al ballottaggio | 16.170                      | 48,15 | 3.011                | 9,97   | 5     |       |
| Cuneo Solidale                                           | Alberto Valmaggia Accede al ballottaggio | 16.170                      | 48,15 | 2.947                | 9,76   | 5     |       |
| Città Aperta                                             | Alberto Valmaggia Accede al ballottaggio | 16.170                      | 48,15 | 759                  | 2,51   | 1     |       |
| Italia dei Valori                                        | Alberto Valmaggia Accede al ballottaggio | 16.170                      | 48,15 | 343                  | 1,14   | -     |       |
| Verdi - Partito dei Comunisti Italiani                   | Alberto Valmaggia Accede al ballottaggio | 16.170                      | 48,15 | 259                  | 0,86   | -     |       |
|                                                          | Angelo Giordano Accede al ballottaggio   | 14.453                      | 43,04 | Forza Italia         | 6.381  | 21,13 | 8     |
| Unione dei Democratici Cristiani e Democratici di Centro | Angelo Giordano Accede al ballottaggio   | 14.453                      | 43,04 | 2.940                | 9,73   | 3     |       |
| Alleanza Nazionale                                       | Angelo Giordano Accede al ballottaggio   | 14.453                      | 43,04 | 2.592                | 8,58   | 3     |       |
| Lega Nord                                                | Angelo Giordano Accede al ballottaggio   | 14.453                      | 43,04 | 1.306                | 4,32   | 1     |       |
| Seggio al candidato sindaco                              | Seggio al candidato sindaco              | Seggio al candidato sindaco | 43,04 | 1                    |        |       |       |
|                                                          | Marco Bertone                            | 876                         | 2,61  | Connubio Giovanile   | 562    | 1,86  | -     |
| Partecipare è Utile                                      | Marco Bertone                            | 876                         | 2,61  | 267                  | 0,88   | -     |       |
|                                                          | Mario Lucio Barral                       | 768                         | 2,29  | Cuneo Città d'Europa | 681    | 2,25  | -     |
|                                                          | Sergio Dalmasso                          | 715                         | 2,13  | Sinistra Alternativa | 658    | 2,18  | -     |
|                                                          | Gemma Macagno                            | 602                         | 1,79  | Donne per la Città   | 536    | 1,77  | -     |
| Totale                                                   | Totale                                   | 33.584                      | 100   |                      | 30.201 | 100   | 40    |

Ballottaggio
| Candidati | Candidati                    | Voti   | %      |
| --------- | ---------------------------- | ------ | ------ |
|           | Alberto Valmaggia ✔️ Sindaco | 16.473 | 52,98  |
|           | Angelo Giordano              | 14.621 | 47,02  |
| Totale    | Totale                       | 31.094 | 100,00 |

### Lombardia

#### Como
| Candidati                                                 | Candidati                   | Voti                        | %     | Liste                           | Voti   | %     | Seggi |
| --------------------------------------------------------- | --------------------------- | --------------------------- | ----- | ------------------------------- | ------ | ----- | ----- |
|                                                           | Stefano Bruni ✔️ Sindaco    | 24.988                      | 52,67 | Forza Italia                    | 11.202 | 27,21 | 12    |
| Alleanza Nazionale                                        | Stefano Bruni ✔️ Sindaco    | 24.988                      | 52,67 | 5.551                           | 13,48  | 6     |       |
| Lega Nord                                                 | Stefano Bruni ✔️ Sindaco    | 24.988                      | 52,67 | 4.192                           | 10,18  | 4     |       |
| Unione dei Democratici Cristiani e Democratici di Centro  | Stefano Bruni ✔️ Sindaco    | 24.988                      | 52,67 | 2.346                           | 5,70   | 2     |       |
| Nuovo PSI                                                 | Stefano Bruni ✔️ Sindaco    | 24.988                      | 52,67 | 443                             | 1,08   | -     |       |
|                                                           | Giovanni Moretti            | 18.421                      | 38,83 | La Margherita                   | 4.629  | 11,24 | 5     |
| Democratici di Sinistra - Socialisti Democratici Italiani | Giovanni Moretti            | 18.421                      | 38,83 | 3.046                           | 7,40   | 3     |       |
| Nuova Como                                                | Giovanni Moretti            | 18.421                      | 38,83 | 2.872                           | 6,98   | 3     |       |
| Partito della Rifondazione Comunista                      | Giovanni Moretti            | 18.421                      | 38,83 | 2.284                           | 5,55   | 2     |       |
| Federazione dei Verdi                                     | Giovanni Moretti            | 18.421                      | 38,83 | 937                             | 2,28   | 1     |       |
| Italia dei Valori                                         | Giovanni Moretti            | 18.421                      | 38,83 | 487                             | 1,18   | -     |       |
| Seggio al candidato sindaco                               | Seggio al candidato sindaco | Seggio al candidato sindaco | 38,83 | 1                               |        |       |       |
|                                                           | Bruno Magatti               | 2.185                       | 4,61  | Progetto Amministrare Como      | 1.762  | 4,28  | 1     |
|                                                           | Silvano Bussetti            | 1.015                       | 2,14  | Fiamma Tricolore                | 796    | 1,93  | -     |
|                                                           | Dionigi Mangiacasale        | 837                         | 1,76  | Unione Democratici per l'Europa | 628    | 1,53  | -     |
| Totale                                                    | Totale                      | 47.446                      | 100   |                                 | 41.175 | 100   | 40    |

#### Varese
| Candidati                                                | Candidati                   | Voti                        | %     | Liste                                    | Voti   | %     | Seggi |
| -------------------------------------------------------- | --------------------------- | --------------------------- | ----- | ---------------------------------------- | ------ | ----- | ----- |
|                                                          | Aldo Fumagalli ✔️ Sindaco   | 24.443                      | 54,34 | Forza Italia                             | 10.459 | 25,65 | 12    |
| Lega Nord                                                | Aldo Fumagalli ✔️ Sindaco   | 24.443                      | 54,34 | 7.382                                    | 18,11  | 8     |       |
| Alleanza Nazionale                                       | Aldo Fumagalli ✔️ Sindaco   | 24.443                      | 54,34 | 3.276                                    | 8,04   | 3     |       |
| Unione dei Democratici Cristiani e Democratici di Centro | Aldo Fumagalli ✔️ Sindaco   | 24.443                      | 54,34 | 1.694                                    | 4,16   | 1     |       |
|                                                          | Alessandro Alfieri          | 12.521                      | 27,84 | Democratici di Sinistra                  | 4.962  | 12,17 | 5     |
| La Margherita                                            | Alessandro Alfieri          | 12.521                      | 27,84 | 3.787                                    | 9,29   | 4     |       |
| Italia dei Valori                                        | Alessandro Alfieri          | 12.521                      | 27,84 | 799                                      | 1,96   | -     |       |
| Socialisti Democratici Italiani                          | Alessandro Alfieri          | 12.521                      | 27,84 | 690                                      | 1,69   | -     |       |
| Partito dei Comunisti Italiani                           | Alessandro Alfieri          | 12.521                      | 27,84 | 554                                      | 1,36   | -     |       |
| Seggio al candidato sindaco                              | Seggio al candidato sindaco | Seggio al candidato sindaco | 27,84 | 1                                        |        |       |       |
|                                                          | Raimondo Fassa              | 6.254                       | 13,90 | Progetto Città                           | 5.490  | 13,47 | 5     |
|                                                          | Angelo Zappoli              | 1.353                       | 3,01  | Partito della Rifondazione Comunista     | 1.309  | 3,21  | 1     |
|                                                          | Giancarlo Rovetta           | 408                         | 0,91  | Lega per l'Autonomia - Alleanza Lombarda | 367    | 0,90  | -     |
| Totale                                                   | Totale                      | 44.979                      | 100   |                                          | 40.769 | 100   | 40    |

### Veneto

#### Verona
| Candidati                                                | Candidati                              | Voti                        | %     | Liste                                  | Voti    | %     | Seggi |
| -------------------------------------------------------- | -------------------------------------- | --------------------------- | ----- | -------------------------------------- | ------- | ----- | ----- |
|                                                          | Pierluigi Bolla Accede al ballottaggio | 68.935                      | 45,64 | Forza Italia                           | 32.670  | 24,50 | 9     |
| Alleanza Nazionale                                       | Pierluigi Bolla Accede al ballottaggio | 68.935                      | 45,64 | 13.154                                 | 9,86    | 3     |       |
| Unione dei Democratici Cristiani e Democratici di Centro | Pierluigi Bolla Accede al ballottaggio | 68.935                      | 45,64 | 9.141                                  | 6,85    | 2     |       |
| Lega Nord                                                | Pierluigi Bolla Accede al ballottaggio | 68.935                      | 45,64 | 8.191                                  | 6,14    | 2     |       |
| Seggio al candidato sindaco                              | Seggio al candidato sindaco            | Seggio al candidato sindaco | 45,64 | 1                                      |         |       |       |
|                                                          | Paolo Zanotto Accede al ballottaggio   | 58.506                      | 38,73 | La Margherita                          | 17.366  | 13,02 | 9     |
| Democratici di Sinistra - SDI - PdCI                     | Paolo Zanotto Accede al ballottaggio   | 58.506                      | 38,73 | 16.535                                 | 12,40   | 9     |       |
| Per Verona                                               | Paolo Zanotto Accede al ballottaggio   | 58.506                      | 38,73 | 11.884                                 | 8,91    | 6     |       |
| Federazione dei Verdi                                    | Paolo Zanotto Accede al ballottaggio   | 58.506                      | 38,73 | 2.461                                  | 1,85    | 1     |       |
|                                                          | Aventino Frau                          | 7.733                       | 5,12  | Difendi Verona (A)                     | 7.067   | 5,30  | 3     |
|                                                          | Fiorenzo Fasoli                        | 4.106                       | 2,72  | Partito della Rifondazione Comunista   | 4.170   | 3,13  | 1     |
|                                                          | Roberto Bussinello                     | 2.424                       | 1,60  | Forza Nuova                            | 2.019   | 1,51  | -     |
|                                                          | Fabrizio Comencini                     | 1.913                       | 1,27  | Liga Fronte Veneto                     | 1.800   | 1,35  | -     |
|                                                          | Antonio Borghesi                       | 1.882                       | 1,25  | Italia dei Valori                      | 1.685   | 1,26  | -     |
|                                                          | Enzo Erminero                          | 1.799                       | 1,19  | Uniti per Verona                       | 1.716   | 1,29  | -     |
|                                                          | Sabina Cassan                          | 1.495                       | 0,99  | Lista dei Comitati - Contro la Tramvia | 1.387   | 1,04  | -     |
|                                                          | Alberto Tomiolo                        | 1.380                       | 0,91  | Verdi per Tomiolo                      | 1.290   | 0,97  | -     |
|                                                          | Ilario Pellegrini                      | 873                         | 0,58  | Lega Veneta                            | 836     | 0,63  | -     |
| Totale                                                   | Totale                                 | 151.046                     | 100   |                                        | 133.372 | 100   | 46    |

- La lista contrassegnata con la lettera A è apparentata al secondo turno con il candidato sindaco Paolo Zanotto.

Ballottaggio
| Candidati | Candidati                | Voti    | %      |
| --------- | ------------------------ | ------- | ------ |
|           | Paolo Zanotto ✔️ Sindaco | 75.711  | 54,23  |
|           | Pierluigi Bolla          | 63.889  | 45,77  |
| Totale    | Totale                   | 139.600 | 100,00 |

### Friuli-Venezia Giulia

#### Gorizia
| Candidati                                                | Candidati                                | Voti                        | %     | Liste            | Voti   | %     | Seggi |
| -------------------------------------------------------- | ---------------------------------------- | --------------------------- | ----- | ---------------- | ------ | ----- | ----- |
|                                                          | Vittorio Brancati Accede al ballottaggio | 8.966                       | 39,51 | La Margherita    | 4.044  | 21,19 | 14    |
| Sinistra Democratica                                     | Vittorio Brancati Accede al ballottaggio | 8.966                       | 39,51 | 1.824            | 9,56   | 6     |       |
| Partito della Rifondazione Comunista                     | Vittorio Brancati Accede al ballottaggio | 8.966                       | 39,51 | 1.281            | 6,71   | 4     |       |
|                                                          | Guido Pettarin Accede al ballottaggio    | 8.785                       | 38,71 | Forza Italia     | 4.819  | 25,25 | 6     |
| Alleanza Nazionale                                       | Guido Pettarin Accede al ballottaggio    | 8.785                       | 38,71 | 1.600            | 8,38   | 2     |       |
| Unione dei Democratici Cristiani e Democratici di Centro | Guido Pettarin Accede al ballottaggio    | 8.785                       | 38,71 | 838              | 4,39   | 1     |       |
| Lega Nord                                                | Guido Pettarin Accede al ballottaggio    | 8.785                       | 38,71 | 394              | 2,06   | -     |       |
| Seggio al candidato sindaco                              | Seggio al candidato sindaco              | Seggio al candidato sindaco | 38,71 | 1                |        |       |       |
|                                                          | Antonio Scarano                          | 3.839                       | 16,92 | Per Gorizia      | 3.464  | 18,15 | 5     |
|                                                          | Sergio Cosma                             | 1.103                       | 4,86  | Fiamma Tricolore | 820    | 4,30  | 1     |
| Totale                                                   | Totale                                   | 22.693                      |       |                  | 19.084 |       | 40    |

Ballottaggio
| Candidati | Candidati                    | Voti   | %      |
| --------- | ---------------------------- | ------ | ------ |
|           | Vittorio Brancati ✔️ Sindaco | 10.314 | 50,06  |
|           | Guido Pettarin               | 10.288 | 49,94  |
| Totale    | Totale                       |        | 100,00 |

Fonti: Primo turno - Secondo turno

### Liguria

#### Genova
| Candidati                                                | Candidati                   | Voti                        | %     | Liste                                               | Voti    | %     | Seggi |
| -------------------------------------------------------- | --------------------------- | --------------------------- | ----- | --------------------------------------------------- | ------- | ----- | ----- |
|                                                          | Giuseppe Pericu ✔️ Sindaco  | 210.541                     | 60,03 | Democratici di Sinistra                             | 102.944 | 35,19 | 20    |
| La Margherita                                            | Giuseppe Pericu ✔️ Sindaco  | 210.541                     | 60,03 | 27.166                                              | 9,29    | 5     |       |
| Partito della Rifondazione Comunista                     | Giuseppe Pericu ✔️ Sindaco  | 210.541                     | 60,03 | 21.369                                              | 7,30    | 4     |       |
| Federazione dei Verdi                                    | Giuseppe Pericu ✔️ Sindaco  | 210.541                     | 60,03 | 6.399                                               | 2,19    | 1     |       |
| Partito dei Comunisti Italiani                           | Giuseppe Pericu ✔️ Sindaco  | 210.541                     | 60,03 | 5.176                                               | 1,77    | 1     |       |
| Genova Riformista                                        | Giuseppe Pericu ✔️ Sindaco  | 210.541                     | 60,03 | 4.126                                               | 1,41    | -     |       |
| Italia dei Valori                                        | Giuseppe Pericu ✔️ Sindaco  | 210.541                     | 60,03 | 3.501                                               | 1,20    | -     |       |
| Partito Pensionati                                       | Giuseppe Pericu ✔️ Sindaco  | 210.541                     | 60,03 | 2.064                                               | 0,71    | -     |       |
|                                                          | Rinaldo Magnani             | 79.856                      | 22,77 | Forza Italia                                        | 49.609  | 16,96 | 8     |
| Alleanza Nazionale                                       | Rinaldo Magnani             | 79.856                      | 22,77 | 17.121                                              | 5,85    | 3     |       |
| Unione dei Democratici Cristiani e Democratici di Centro | Rinaldo Magnani             | 79.856                      | 22,77 | 6.867                                               | 2,35    | 1     |       |
| Seggio al candidato sindaco                              | Seggio al candidato sindaco | Seggio al candidato sindaco | 22,77 | 1                                                   |         |       |       |
|                                                          | Sergio Castellaneta         | 45.101                      | 12,86 | Genova Nuova                                        | 23.198  | 7,93  | 4     |
| Lega Nord                                                | Sergio Castellaneta         | 45.101                      | 12,86 | 9.405                                               | 3,22    | 1     |       |
| Seggio al candidato sindaco                              | Seggio al candidato sindaco | Seggio al candidato sindaco | 12,86 | 1                                                   |         |       |       |
|                                                          | Egidio Enrico Pedrini       | 4.198                       | 1,20  | Uniti per la Gente                                  | 2.368   | 0,81  | -     |
| Pensionati Uniti Indipendenti                            | Egidio Enrico Pedrini       | 4.198                       | 1,20  | 909                                                 | 0,31    | -     |       |
|                                                          | Matteo Fusaro               | 3.638                       | 1,04  | Nuovo PSI                                           | 3.574   | 1,22  | -     |
|                                                          | Marco Evangelisti           | 2.235                       | 0,64  | Noi per Genova                                      | 2.113   | 0,72  | -     |
|                                                          | Andrea Proto                | 2.053                       | 0,59  | Anima Genova                                        | 1.781   | 0,61  | -     |
|                                                          | Angelo Riccobaldi           | 1.043                       | 0,30  | Forza Nuova                                         | 920     | 0,31  | -     |
|                                                          | Franco Bampi                | 816                         | 0,23  | Movimento Indipendentista Ligure                    | 821     | 0,28  | -     |
|                                                          | Maria Grazia Barbieri       | 812                         | 0,23  | Referendari Libertari Animalisti                    | 710     | 0,24  | -     |
|                                                          | Michele Forino              | 435                         | 0,12  | Alleanza Monarchica - Movimento Lavoratori Autonomi | 389     | 0,13  | -     |
| Totale                                                   | Totale                      | 350.728                     |       |                                                     | 292.530 |       | 50    |

#### La Spezia
| Candidati                                                | Candidati                   | Voti                        | %     | Liste                             | Voti   | %     | Seggi |
| -------------------------------------------------------- | --------------------------- | --------------------------- | ----- | --------------------------------- | ------ | ----- | ----- |
|                                                          | Giorgio Pagano ✔️ Sindaco   | 33.782                      | 59,11 | Democratici di Sinistra           | 17.035 | 34,07 | 17    |
| La Margherita                                            | Giorgio Pagano ✔️ Sindaco   | 33.782                      | 59,11 | 4.798                             | 9,60   | 4     |       |
| Partito della Rifondazione Comunista                     | Giorgio Pagano ✔️ Sindaco   | 33.782                      | 59,11 | 2.791                             | 5,58   | 2     |       |
| Socialisti Riformisti                                    | Giorgio Pagano ✔️ Sindaco   | 33.782                      | 59,11 | 1.516                             | 3,03   | 1     |       |
| Alleanza per La Spezia                                   | Giorgio Pagano ✔️ Sindaco   | 33.782                      | 59,11 | 1.021                             | 2,04   | 1     |       |
| Partito dei Comunisti Italiani                           | Giorgio Pagano ✔️ Sindaco   | 33.782                      | 59,11 | 996                               | 1,99   | -     |       |
| Federazione dei Verdi                                    | Giorgio Pagano ✔️ Sindaco   | 33.782                      | 59,11 | 650                               | 1,30   | -     |       |
| Italia dei Valori                                        | Giorgio Pagano ✔️ Sindaco   | 33.782                      | 59,11 | 573                               | 1,15   | -     |       |
|                                                          | Pier Gino Scardigli         | 18.835                      | 32,95 | Forza Italia                      | 8.868  | 17,74 | 8     |
| Alleanza Nazionale                                       | Pier Gino Scardigli         | 18.835                      | 32,95 | 4.652                             | 9,30   | 4     |       |
| Cambiare La Spezia                                       | Pier Gino Scardigli         | 18.835                      | 32,95 | 1.456                             | 2,91   | 1     |       |
| Unione dei Democratici Cristiani e Democratici di Centro | Pier Gino Scardigli         | 18.835                      | 32,95 | 895                               | 1,79   | -     |       |
| Lega Nord                                                | Pier Gino Scardigli         | 18.835                      | 32,95 | 594                               | 1,19   | -     |       |
| Unione Pensionati                                        | Pier Gino Scardigli         | 18.835                      | 32,95 | 330                               | 0,66   | -     |       |
| Seggio al candidato sindaco                              | Seggio al candidato sindaco | Seggio al candidato sindaco | 32,95 | 1                                 |        |       |       |
|                                                          | Roberto Lamma               | 1.731                       | 3,03  | Città del Sole - Circolo Dossetti | 1.530  | 3,06  | 1     |
|                                                          | Ezio Colombi                | 1.196                       | 2,09  | Uniti per La Spezia               | 754    | 1,51  | -     |
| Commercianti La Spezia                                   | Ezio Colombi                | 1.196                       | 2,09  | 268                               | 0,54   | -     |       |
|                                                          | Mario Di Spigna             | 902                         | 1,58  | Liguria Nuova                     | 470    | 0,94  | -     |
| Partito Pensionati                                       | Mario Di Spigna             | 902                         | 1,58  | 271                               | 0,54   | -     |       |
|                                                          | Nicola Franzoni             | 708                         | 1,24  | Polo delle Destre                 | 530    | 1,06  | -     |
| Totale                                                   | Totale                      | 57.154                      |       |                                   | 49.998 |       | 40    |

#### Savona
| Candidati                                                | Candidati                   | Voti                        | %     | Liste                                | Voti   | %     | Seggi |
| -------------------------------------------------------- | --------------------------- | --------------------------- | ----- | ------------------------------------ | ------ | ----- | ----- |
|                                                          | Carlo Ruggeri ✔️ Sindaco    | 19.915                      | 52,15 | Democratici di Sinistra              | 8.952  | 26,16 | 14    |
| La Margherita                                            | Carlo Ruggeri ✔️ Sindaco    | 19.915                      | 52,15 | 2.936                                | 8,58   | 4     |       |
| Con la Gente                                             | Carlo Ruggeri ✔️ Sindaco    | 19.915                      | 52,15 | 1.764                                | 5,16   | 2     |       |
| Socialisti Democratici Italiani                          | Carlo Ruggeri ✔️ Sindaco    | 19.915                      | 52,15 | 1.484                                | 4,34   | 2     |       |
| Lista Civica per Savona                                  | Carlo Ruggeri ✔️ Sindaco    | 19.915                      | 52,15 | 1.233                                | 3,60   | 1     |       |
| Partito dei Comunisti Italiani                           | Carlo Ruggeri ✔️ Sindaco    | 19.915                      | 52,15 | 711                                  | 2,08   | 1     |       |
| Federazione dei Verdi                                    | Carlo Ruggeri ✔️ Sindaco    | 19.915                      | 52,15 | 453                                  | 1,32   | -     |       |
|                                                          | Roberto Cuneo               | 11.675                      | 30,57 | Forza Italia                         | 6.848  | 20,02 | 9     |
| Unione dei Democratici Cristiani e Democratici di Centro | Roberto Cuneo               | 11.675                      | 30,57 | 1.398                                | 4,09   | 2     |       |
| Alleanza Nazionale                                       | Roberto Cuneo               | 11.675                      | 30,57 | 1.395                                | 4,08   | 1     |       |
| Lega Nord                                                | Roberto Cuneo               | 11.675                      | 30,57 | 672                                  | 1,96   | -     |       |
| Linea Socialista                                         | Roberto Cuneo               | 11.675                      | 30,57 | 506                                  | 1,48   | -     |       |
| Seggio al candidato sindaco                              | Seggio al candidato sindaco | Seggio al candidato sindaco | 30,57 | 1                                    |        |       |       |
|                                                          | Franco Zunino               | 2.448                       | 6,41  | Partito della Rifondazione Comunista | 2.209  | 6,46  | 2     |
|                                                          | Michele Costantini          | 1.200                       | 3,14  | Lista per Savona                     | 964    | 2,82  | -     |
|                                                          | Domenico Buscaglia          | 1.155                       | 3,02  | Noi per Savona                       | 1.074  | 3,14  | 1     |
|                                                          | Franco Fenoglio             | 862                         | 2,26  | Liguria Nuova                        | 415    | 1,21  | -     |
| Ambiente Sole Mare                                       | Franco Fenoglio             | 862                         | 2,26  | 331                                  | 0,97   | -     |       |
|                                                          | Giancarlo Bertolazzi        | 511                         | 1,34  | Italia dei Valori                    | 477    | 1,39  | -     |
|                                                          | Ubaldo Santi                | 425                         | 1,11  | Nuovo PSI                            | 242    | 0,71  | -     |
| Alpazur                                                  | Ubaldo Santi                | 425                         | 1,11  | 150                                  | 0,44   | -     |       |
| Totale                                                   | Totale                      | 38.191                      |       |                                      | 34.214 |       | 40    |

### Emilia-Romagna

#### Parma
| Candidati                                                | Candidati                   | Voti                        | %     | Liste                   | Voti   | %     | Seggi |
| -------------------------------------------------------- | --------------------------- | --------------------------- | ----- | ----------------------- | ------ | ----- | ----- |
|                                                          | Elvio Ubaldi ✔️ Sindaco     | 57.380                      | 52,16 | Forza Italia            | 26.901 | 28,60 | 14    |
| Civiltà Parmigiana                                       | Elvio Ubaldi ✔️ Sindaco     | 57.380                      | 52,16 | 18.647                  | 19,82  | 9     |       |
| Unione dei Democratici Cristiani e Democratici di Centro | Elvio Ubaldi ✔️ Sindaco     | 57.380                      | 52,16 | 2.077                   | 2,21   | 1     |       |
|                                                          | Albertina Soliani           | 46.077                      | 41,89 | Democratici di Sinistra | 19.944 | 21,20 | 8     |
| La Margherita                                            | Albertina Soliani           | 46.077                      | 41,89 | 6.937                   | 7,37   | 3     |       |
| Partito della Rifondazione Comunista                     | Albertina Soliani           | 46.077                      | 41,89 | 4.891                   | 5,20   | 2     |       |
| Lista Tommasini                                          | Albertina Soliani           | 46.077                      | 41,89 | 2.837                   | 3,02   | 1     |       |
| Federazione dei Verdi                                    | Albertina Soliani           | 46.077                      | 41,89 | 2.107                   | 2,24   | -     |       |
| Partito dei Comunisti Italiani                           | Albertina Soliani           | 46.077                      | 41,89 | 1.848                   | 1,96   | -     |       |
| Italia dei Valori                                        | Albertina Soliani           | 46.077                      | 41,89 | 1.112                   | 1,18   | -     |       |
| Verdi Ecologisti                                         | Albertina Soliani           | 46.077                      | 41,89 | 662                     | 0,70   | -     |       |
| Seggio al candidato sindaco                              | Seggio al candidato sindaco | Seggio al candidato sindaco | 41,89 | 1                       |        |       |       |
|                                                          | Massimo Moine               | 2.993                       | 2,72  | Alleanza Nazionale      | 2.864  | 3,04  | 1     |
|                                                          | Tiziano Catellani           | 1.400                       | 1,27  | Lega Nord               | 1.376  | 1,46  | -     |
|                                                          | Renata Lottici              | 1.256                       | 1,14  | Insieme per Parma       | 1.055  | 1,12  | -     |
|                                                          | Marco Menegatti             | 897                         | 0,82  | Parma Libera e Solidale | 810    | 0,86  | -     |
| Totale                                                   | Totale                      | 110.003                     |       |                         | 94.068 |       | 40    |

#### Piacenza
| Candidati                                                | Candidati                                 | Voti                        | %     | Liste                             | Voti   | %     | Seggi |
| -------------------------------------------------------- | ----------------------------------------- | --------------------------- | ----- | --------------------------------- | ------ | ----- | ----- |
|                                                          | Roberto Reggi Accede al ballottaggio      | 29.003                      | 48,62 | Democratici di Sinistra           | 9.264  | 17,15 | 10    |
| Piacentini per Reggi Sindaco                             | Roberto Reggi Accede al ballottaggio      | 29.003                      | 48,62 | 6.416                             | 11,88  | 7     |       |
| La Margherita                                            | Roberto Reggi Accede al ballottaggio      | 29.003                      | 48,62 | 3.941                             | 7,30   | 4     |       |
| Partito della Rifondazione Comunista                     | Roberto Reggi Accede al ballottaggio      | 29.003                      | 48,62 | 2.541                             | 4,70   | 3     |       |
| Partito dei Comunisti Italiani                           | Roberto Reggi Accede al ballottaggio      | 29.003                      | 48,62 | 820                               | 1,52   | -     |       |
| Federazione dei Verdi                                    | Roberto Reggi Accede al ballottaggio      | 29.003                      | 48,62 | 795                               | 1,47   | -     |       |
|                                                          | Gianguido Guidotti Accede al ballottaggio | 28.920                      | 46,35 | Forza Italia                      | 12.058 | 22,32 | 8     |
| Alleanza Nazionale                                       | Gianguido Guidotti Accede al ballottaggio | 28.920                      | 46,35 | 6.605                             | 12,23  | 4     |       |
| Piacenza Nostra                                          | Gianguido Guidotti Accede al ballottaggio | 28.920                      | 46,35 | 3.669                             | 6,79   | 2     |       |
| Lega Nord                                                | Gianguido Guidotti Accede al ballottaggio | 28.920                      | 46,35 | 2.097                             | 3,88   | 1     |       |
| Partito Pensionati                                       | Gianguido Guidotti Accede al ballottaggio | 28.920                      | 46,35 | 574                               | 1,06   | -     |       |
| Unione dei Democratici Cristiani e Democratici di Centro | Gianguido Guidotti Accede al ballottaggio | 28.920                      | 46,35 | 472                               | 0,87   | -     |       |
| Nuovo PSI                                                | Gianguido Guidotti Accede al ballottaggio | 28.920                      | 46,35 | 401                               | 0,74   | -     |       |
| Unione d'Azione Civica                                   | Gianguido Guidotti Accede al ballottaggio | 28.920                      | 46,35 | 378                               | 0,70   | -     |       |
| Seggio al candidato sindaco                              | Seggio al candidato sindaco               | Seggio al candidato sindaco | 46,35 | 1                                 |        |       |       |
|                                                          | Pietro Tansini                            | 1.164                       | 1,87  | Italia dei Valori (A)             | 672    | 1,24  | -     |
| Pensionati Piacentini (B)                                | Pietro Tansini                            | 1.164                       | 1,87  | 354                               | 0,66   | -     |       |
|                                                          | Giovanni Pietro Zoncati                   | 851                         | 1,36  | Blocco Civico                     | 750    | 1,39  | -     |
|                                                          | Vincenzo Zanelletti                       | 608                         | 0,97  | Piacenza Vive (C)                 | 536    | 0,99  | -     |
|                                                          | Stefano Tassi                             | 549                         | 0,88  | Piacenza dei Valori (D)           | 489    | 0,91  | -     |
|                                                          | Remo Beretta                              | 527                         | 0,84  | Partito Repubblicano Italiano (E) | 461    | 0,85  | -     |
|                                                          | Renzo Cantarelli                          | 374                         | 0,60  | Unione Riformista (F)             | 379    | 0,70  | -     |
|                                                          | Alessandro Bacchetta                      | 368                         | 0,59  | Movimento Civico (G)              | 346    | 0,64  | -     |
| Totale                                                   | Totale                                    | 62.398                      |       |                                   | 54.018 |       | 40    |

- Le liste contrassegnate con le lettere A, B, C, E e G sono apparentate al secondo turno con il candidato sindaco Roberto Reggi.

- Le liste contrassegnate con le lettere D e F sono apparentate al secondo turno con il candidato sindaco Gianguido Guidotti.

Ballottaggio
| Candidati | Candidati                | Voti   | %      |
| --------- | ------------------------ | ------ | ------ |
|           | Roberto Reggi ✔️ Sindaco | 32.559 | 54,56  |
|           | Gianguido Guidotti       | 27.116 | 45,44  |
| Totale    | Totale                   | 59.675 | 100,00 |

### Toscana

#### Lucca
| Candidati                                                | Candidati               | Voti   | %     | Liste                                | Voti   | %     | Seggi |
| -------------------------------------------------------- | ----------------------- | ------ | ----- | ------------------------------------ | ------ | ----- | ----- |
|                                                          | Pietro Fazzi ✔️ Sindaco | 27.162 | 52,87 | Forza Italia                         | 9.948  | 22,69 | 11    |
| Alleanza Nazionale                                       | Pietro Fazzi ✔️ Sindaco | 27.162 | 52,87 | 6.688                                | 15,25  | 7     |       |
| Unione dei Democratici Cristiani e Democratici di Centro | Pietro Fazzi ✔️ Sindaco | 27.162 | 52,87 | 3.447                                | 7,86   | 4     |       |
| Per Lucca                                                | Pietro Fazzi ✔️ Sindaco | 27.162 | 52,87 | 1.933                                | 4,41   | 2     |       |
| Lega Nord                                                | Pietro Fazzi ✔️ Sindaco | 27.162 | 52,87 | 191                                  | 0,44   | -     |       |
| Movimento Autonomista Toscano                            | Pietro Fazzi ✔️ Sindaco | 27.162 | 52,87 | 91                                   | 0,21   | -     |       |
|                                                          | Giulio Lazzarini        | 18.690 | 36,38 | L'Ulivo                              | 16.583 | 37,82 | 13    |
|                                                          | Virginio Bertini        | 2.899  | 5,64  | Lista La Pantera                     | 2.596  | 5,92  | 2     |
|                                                          | Roberta Claudia Bianchi | 2.490  | 4,85  | Partito della Rifondazione Comunista | 2.290  | 5,22  | 1     |
|                                                          | Massimo Bertolucci      | 137    | 0,27  | Partito Umanista                     | 85     | 0,19  | -     |
| Totale                                                   | Totale                  | 51.378 |       |                                      | 43.852 |       | 40    |

#### Pistoia
| Candidati                            | Candidati                   | Voti                        | %     | Liste                                                    | Voti   | %     | Seggi |
| ------------------------------------ | --------------------------- | --------------------------- | ----- | -------------------------------------------------------- | ------ | ----- | ----- |
|                                      | Renzo Berti ✔️ Sindaco      | 32.747                      | 62,38 | Democratici di Sinistra                                  | 15.470 | 32,93 | 15    |
| La Margherita                        | Renzo Berti ✔️ Sindaco      | 32.747                      | 62,38 | 3.946                                                    | 8,40   | 4     |       |
| Città d'Europa                       | Renzo Berti ✔️ Sindaco      | 32.747                      | 62,38 | 3.767                                                    | 8,02   | 3     |       |
| Partito della Rifondazione Comunista | Renzo Berti ✔️ Sindaco      | 32.747                      | 62,38 | 3.554                                                    | 7,56   | 3     |       |
| Federazione dei Verdi                | Renzo Berti ✔️ Sindaco      | 32.747                      | 62,38 | 1.221                                                    | 2,60   | 1     |       |
| Partito dei Comunisti Italiani       | Renzo Berti ✔️ Sindaco      | 32.747                      | 62,38 | 1.193                                                    | 2,54   | 1     |       |
| Italia dei Valori                    | Renzo Berti ✔️ Sindaco      | 32.747                      | 62,38 | 422                                                      | 0,90   | -     |       |
|                                      | Beppino Montalti            | 14.975                      | 28,53 | Forza Italia                                             | 6.384  | 13,59 | 6     |
| Alleanza Nazionale                   | Beppino Montalti            | 14.975                      | 28,53 | 4.749                                                    | 10,11  | 4     |       |
| Viva Pistoia                         | Beppino Montalti            | 14.975                      | 28,53 | 1.741                                                    | 3,71   | 1     |       |
| Lega Nord                            | Beppino Montalti            | 14.975                      | 28,53 | 254                                                      | 0,54   | -     |       |
| Seggio al candidato sindaco          | Seggio al candidato sindaco | Seggio al candidato sindaco | 28,53 | 1                                                        |        |       |       |
|                                      | Iole Vannucci               | 2.082                       | 3,97  | Unione dei Democratici Cristiani e Democratici di Centro | 1.912  | 4,07  | 1     |
|                                      | Franco Lorenzi              | 1.062                       | 2,02  | Unione dei Cittadini                                     | 924    | 1,97  | -     |
|                                      | Matteo Bertinelli           | 902                         | 1,72  | Nuovo PSI                                                | 550    | 1,17  | -     |
| Pistoia Città che Vive               | Matteo Bertinelli           | 902                         | 1,72  | 277                                                      | 0,59   | -     |       |
|                                      | Samantha Cannata            | 418                         | 0,80  | Unione Democratici per l'Europa                          | 364    | 0,77  | -     |
|                                      | Vezio Gai                   | 307                         | 0,58  | Toscana Popolo Sovrano                                   | 255    | 0,54  | -     |
| Totale                               | Totale                      | 52.493                      |       |                                                          | 46.983 |       | 40    |

### Lazio

#### Frosinone
| Candidati                                                | Candidati                               | Voti                        | %     | Liste                                | Voti   | %     | Seggi |
| -------------------------------------------------------- | --------------------------------------- | --------------------------- | ----- | ------------------------------------ | ------ | ----- | ----- |
|                                                          | Domenico Marzi Accede al ballottaggio   | 16.087                      | 48,53 | Democratici di Sinistra              | 4.130  | 13,20 | 6     |
| UC Alleanza per Frosinone                                | Domenico Marzi Accede al ballottaggio   | 16.087                      | 48,53 | 3.339                                | 10,67  | 5     |       |
| Socialisti Democratici Italiani                          | Domenico Marzi Accede al ballottaggio   | 16.087                      | 48,53 | 2.914                                | 9,31   | 4     |       |
| La Margherita                                            | Domenico Marzi Accede al ballottaggio   | 16.087                      | 48,53 | 2.317                                | 7,40   | 3     |       |
| Federazione dei Verdi                                    | Domenico Marzi Accede al ballottaggio   | 16.087                      | 48,53 | 886                                  | 2,83   | 1     |       |
| Italia dei Valori - Partito dei Comunisti Italiani       | Domenico Marzi Accede al ballottaggio   | 16.087                      | 48,53 | 201                                  | 0,64   | -     |       |
| Unione Democratici per l'Europa                          | Domenico Marzi Accede al ballottaggio   | 16.087                      | 48,53 | 161                                  | 0,51   | -     |       |
|                                                          | Nicola Ottaviani Accede al ballottaggio | 15.580                      | 47,00 | Forza Italia                         | 5.643  | 18,03 | 8     |
| Alleanza Nazionale                                       | Nicola Ottaviani Accede al ballottaggio | 15.580                      | 47,00 | 5.252                                | 16,78  | 7     |       |
| Unione dei Democratici Cristiani e Democratici di Centro | Nicola Ottaviani Accede al ballottaggio | 15.580                      | 47,00 | 3.192                                | 10,20  | 4     |       |
| Ottaviani per Frosinone                                  | Nicola Ottaviani Accede al ballottaggio | 15.580                      | 47,00 | 1.129                                | 3,61   | 1     |       |
| Unione per Frosinone                                     | Nicola Ottaviani Accede al ballottaggio | 15.580                      | 47,00 | 583                                  | 1,86   | -     |       |
| Fiamma Tricolore                                         | Nicola Ottaviani Accede al ballottaggio | 15.580                      | 47,00 | 109                                  | 0,35   | -     |       |
| Nuovo PSI                                                | Nicola Ottaviani Accede al ballottaggio | 15.580                      | 47,00 | 91                                   | 0,29   | -     |       |
| Seggio al candidato sindaco                              | Seggio al candidato sindaco             | Seggio al candidato sindaco | 47,00 | 1                                    |        |       |       |
|                                                          | Gennarino Scaccia                       | 979                         | 2,95  | Lista per Frosinone                  | 931    | 2,97  | -     |
|                                                          | Paolo Iafrate                           | 440                         | 1,33  | Partito della Rifondazione Comunista | 369    | 1,18  | -     |
|                                                          | Mario Ruggeri                           | 61                          | 0,18  | Lega Nord                            | 51     | 0,16  | -     |
| Totale                                                   | Totale                                  | 33.147                      |       |                                      | 31.298 |       | 40    |

Ballottaggio
| Candidati | Candidati                 | Voti   | %      |
| --------- | ------------------------- | ------ | ------ |
|           | Domenico Marzi ✔️ Sindaco | 16.841 | 54,38  |
|           | Nicola Ottaviani          | 14.128 | 45,62  |
| Totale    | Totale                    | 30.969 | 100,00 |

#### Latina
| Candidati                                                | Candidati                   | Voti                        | %     | Liste                                | Voti   | %     | Seggi |
| -------------------------------------------------------- | --------------------------- | --------------------------- | ----- | ------------------------------------ | ------ | ----- | ----- |
|                                                          | Vincenzo Zaccheo ✔️ Sindaco | 48.653                      | 64,97 | Forza Italia                         | 20.939 | 30,03 | 13    |
| Alleanza Nazionale                                       | Vincenzo Zaccheo ✔️ Sindaco | 48.653                      | 64,97 | 20.409                               | 29,27  | 13    |       |
| Unione dei Democratici Cristiani e Democratici di Centro | Vincenzo Zaccheo ✔️ Sindaco | 48.653                      | 64,97 | 8.280                                | 11,87  | 5     |       |
| Nuovo PSI                                                | Vincenzo Zaccheo ✔️ Sindaco | 48.653                      | 64,97 | 724                                  | 1,04   | -     |       |
|                                                          | Claudio Moscardelli         | 20.016                      | 26,73 | Democratici di Sinistra              | 8.093  | 11,60 | 5     |
| La Margherita                                            | Claudio Moscardelli         | 20.016                      | 26,73 | 4.502                                | 6,46   | 3     |       |
| Latina Città Europea                                     | Claudio Moscardelli         | 20.016                      | 26,73 | 1.339                                | 1,92   | -     |       |
| Italia dei Valori                                        | Claudio Moscardelli         | 20.016                      | 26,73 | 747                                  | 1,07   | -     |       |
| Seggio al candidato sindaco                              | Seggio al candidato sindaco | Seggio al candidato sindaco | 26,73 | 1                                    |        |       |       |
|                                                          | Fabrizio Vitali             | 1.453                       | 1,94  | Federazione dei Verdi                | 1.046  | 1,50  | -     |
|                                                          | Ruggero Mantovani           | 1.340                       | 1,79  | Partito della Rifondazione Comunista | 1.130  | 1,62  | -     |
|                                                          | Salvatore Pepe              | 1.008                       | 1,35  | Rinascita della Democrazia Cristiana | 899    | 1,29  | -     |
|                                                          | Pasquale Mancini            | 905                         | 1,21  | Socialisti Democratici Italiani      | 677    | 0,97  | -     |
|                                                          | Adriano Tilgher             | 803                         | 1,07  | Fronte Sociale Nazionale             | 601    | 0,86  | -     |
|                                                          | Guido Mussolini             | 705                         | 0,94  | Forza Nuova                          | 352    | 0,50  | -     |
| Totale                                                   | Totale                      | 74.883                      |       |                                      | 69.738 |       | 40    |

#### Rieti
| Candidati                                                | Candidati                   | Voti                        | %     | Liste                               | Voti   | %     | Seggi |
| -------------------------------------------------------- | --------------------------- | --------------------------- | ----- | ----------------------------------- | ------ | ----- | ----- |
|                                                          | Giuseppe Emili ✔️ Sindaco   | 16.960                      | 53,90 | Forza Italia                        | 6.367  | 21,87 | 10    |
| Alleanza Nazionale                                       | Giuseppe Emili ✔️ Sindaco   | 16.960                      | 53,90 | 5.814                               | 19,97  | 9     |       |
| Unione dei Democratici Cristiani e Democratici di Centro | Giuseppe Emili ✔️ Sindaco   | 16.960                      | 53,90 | 2.236                               | 7,68   | 3     |       |
| Lista civica per Rieti                                   | Giuseppe Emili ✔️ Sindaco   | 16.960                      | 53,90 | 785                                 | 2,70   | 1     |       |
| Partito Repubblicano Italiano                            | Giuseppe Emili ✔️ Sindaco   | 16.960                      | 53,90 | 710                                 | 2,44   | 1     |       |
| Fiamma Tricolore                                         | Giuseppe Emili ✔️ Sindaco   | 16.960                      | 53,90 | 395                                 | 1,36   | -     |       |
| Nuovo PSI                                                | Giuseppe Emili ✔️ Sindaco   | 16.960                      | 53,90 | 352                                 | 1,21   | -     |       |
|                                                          | Andrea Ferroni              | 13.565                      | 43,11 | Democratici di Sinistra             | 4.082  | 14,02 | 6     |
| La Margherita                                            | Andrea Ferroni              | 13.565                      | 43,11 | 2.916                               | 10,02  | 4     |       |
| Socialisti Democratici Italiani                          | Andrea Ferroni              | 13.565                      | 43,11 | 1.628                               | 5,59   | 2     |       |
| Partito della Rifondazione Comunista                     | Andrea Ferroni              | 13.565                      | 43,11 | 1.422                               | 4,88   | 2     |       |
| Partito dei Comunisti Italiani                           | Andrea Ferroni              | 13.565                      | 43,11 | 653                                 | 2,24   | 1     |       |
| Italia dei Valori                                        | Andrea Ferroni              | 13.565                      | 43,11 | 432                                 | 1,48   | -     |       |
| Unione Democratici per l'Europa                          | Andrea Ferroni              | 13.565                      | 43,11 | 364                                 | 1,25   | -     |       |
| Federazione dei Verdi                                    | Andrea Ferroni              | 13.565                      | 43,11 | 284                                 | 0,98   | -     |       |
| Seggio al candidato sindaco                              | Seggio al candidato sindaco | Seggio al candidato sindaco | 43,11 | 1                                   |        |       |       |
|                                                          | Mauro Valeri                | 748                         | 2,38  | Lista Indipendente Valeri per Rieti | 549    | 1,89  | -     |
|                                                          | Giovanni Vicentini          | 190                         | 0,60  | Forza Nuova                         | 121    | 0,42  | -     |
| Totale                                                   | Totale                      | 31.463                      |       |                                     | 29.110 |       | 40    |

### Abruzzo

#### L'Aquila
| Candidati                                                | Candidati                   | Voti                        | %     | Liste                                | Voti   | %     | Seggi |
| -------------------------------------------------------- | --------------------------- | --------------------------- | ----- | ------------------------------------ | ------ | ----- | ----- |
|                                                          | Biagio Tempesta ✔️ Sindaco  | 25.745                      | 53,31 | Forza Italia                         | 9.758  | 21,23 | 9     |
| Unione dei Democratici Cristiani e Democratici di Centro | Biagio Tempesta ✔️ Sindaco  | 25.745                      | 53,31 | 8.613                                | 18,74  | 8     |       |
| Alleanza Nazionale                                       | Biagio Tempesta ✔️ Sindaco  | 25.745                      | 53,31 | 6.217                                | 13,53  | 6     |       |
| Nuovo PSI                                                | Biagio Tempesta ✔️ Sindaco  | 25.745                      | 53,31 | 1.113                                | 2,42   | 1     |       |
| Fiamma Tricolore                                         | Biagio Tempesta ✔️ Sindaco  | 25.745                      | 53,31 | 523                                  | 1,14   | -     |       |
|                                                          | Celso Cioni                 | 18.517                      | 38,34 | Democratici di Sinistra              | 6.137  | 13,35 | 6     |
| La Margherita                                            | Celso Cioni                 | 18.517                      | 38,34 | 5.069                                | 11,03  | 5     |       |
| La Città che Vogliamo                                    | Celso Cioni                 | 18.517                      | 38,34 | 1.502                                | 3,27   | 1     |       |
| Unione Democratici per l'Europa                          | Celso Cioni                 | 18.517                      | 38,34 | 1.263                                | 2,75   | 1     |       |
| Verdi - Partito dei Comunisti Italiani                   | Celso Cioni                 | 18.517                      | 38,34 | 1.116                                | 2,43   | 1     |       |
| Socialisti Democratici Italiani                          | Celso Cioni                 | 18.517                      | 38,34 | 1.068                                | 2,32   | 1     |       |
| Italia dei Valori                                        | Celso Cioni                 | 18.517                      | 38,34 | 703                                  | 1,53   | -     |       |
| Seggio al candidato sindaco                              | Seggio al candidato sindaco | Seggio al candidato sindaco | 38,34 | 1                                    |        |       |       |
|                                                          | Antonio Valentini           | 1.768                       | 3,66  | Lega Italica - Patto per L'Aquila    | 979    | 2,13  | -     |
| Aquilani                                                 | Antonio Valentini           | 1.768                       | 3,66  | 354                                  | 0,77   | -     |       |
|                                                          | Simona Giannangeli          | 1.384                       | 2,87  | Partito della Rifondazione Comunista | 994    | 2,16  | -     |
|                                                          | Paolo Vecchioli             | 580                         | 1,20  | Fronte Sociale Nazionale             | 391    | 0,85  | -     |
|                                                          | Massimo Mastracci           | 301                         | 0,62  | Alta Velocità                        | 161    | 0,35  | -     |
| Totale                                                   | Totale                      | 48.295                      |       |                                      | 45.961 |       | 40    |

### Molise

#### Isernia
| Candidati                                                | Candidati                                 | Voti                        | %     | Liste                                | Voti   | %     | Seggi |
| -------------------------------------------------------- | ----------------------------------------- | --------------------------- | ----- | ------------------------------------ | ------ | ----- | ----- |
|                                                          | Gabriele Melogli Accede al ballottaggio   | 6.878                       | 48,86 | Forza Italia                         | 3.717  | 27,27 | 12    |
| Unione dei Democratici Cristiani e Democratici di Centro | Gabriele Melogli Accede al ballottaggio   | 6.878                       | 48,86 | 2.029                                | 14,89  | 6     |       |
| Alleanza Nazionale                                       | Gabriele Melogli Accede al ballottaggio   | 6.878                       | 48,86 | 1.224                                | 8,98   | 4     |       |
|                                                          | Alfredo D'Ambrosio Accede al ballottaggio | 2.840                       | 20,17 | Iniziativa Democratica               | 2.507  | 18,39 | 7     |
| Nuovo PSI                                                | Alfredo D'Ambrosio Accede al ballottaggio | 2.840                       | 20,17 | 105                                  | 0,77   | -     |       |
| Seggio al candidato sindaco                              | Seggio al candidato sindaco               | Seggio al candidato sindaco | 20,17 | 1                                    |        |       |       |
|                                                          | Gerardo Cafaro                            | 2.404                       | 17,08 | Isernia Democratica                  | 2.209  | 16,21 | 6     |
|                                                          | Raffaele Vitale                           | 880                         | 6,25  | Gente (A)                            | 973    | 7,14  | 3     |
|                                                          | Nicola Di Ronza                           | 599                         | 4,26  | Uniti per Isernia                    | 539    | 3,95  | 1     |
|                                                          | Emilio Izzo                               | 356                         | 2,53  | Partito della Rifondazione Comunista | 259    | 1,90  | -     |
|                                                          | Pierfrancesco Di Salvo                    | 120                         | 0,85  | Fronte Sociale Nazionale             | 69     | 0,51  | -     |
| Totale                                                   | Totale                                    | 14.077                      |       |                                      | 13.631 |       | 40    |

- La lista contrassegnata con la lettera A è apparentata al secondo turno con il candidato sindaco Gabriele Melogli.

Ballottaggio
| Candidati | Candidati                   | Voti   | %      |
| --------- | --------------------------- | ------ | ------ |
|           | Gabriele Melogli ✔️ Sindaco | 6.862  | 63,96  |
|           | Alfredo D'Ambrosio          | 3.866  | 36,04  |
| Totale    | Totale                      | 10.728 | 100,00 |

### Campania

#### Caserta
| Candidati                                          | Candidati                   | Voti                        | %     | Liste                                                    | Voti   | %     | Seggi |
| -------------------------------------------------- | --------------------------- | --------------------------- | ----- | -------------------------------------------------------- | ------ | ----- | ----- |
|                                                    | Luigi Falco ✔️ Sindaco      | 27.879                      | 53,70 | Unione dei Democratici Cristiani e Democratici di Centro | 10.904 | 21,85 | 10    |
| Forza Italia                                       | Luigi Falco ✔️ Sindaco      | 27.879                      | 53,70 | 10.852                                                   | 21,75  | 10    |       |
| Alleanza Nazionale                                 | Luigi Falco ✔️ Sindaco      | 27.879                      | 53,70 | 8.140                                                    | 16,31  | 7     |       |
| Partito Repubblicano Italiano                      | Luigi Falco ✔️ Sindaco      | 27.879                      | 53,70 | 960                                                      | 1,92   | -     |       |
| Partito Democratico Cristiano                      | Luigi Falco ✔️ Sindaco      | 27.879                      | 53,70 | 641                                                      | 1,28   | -     |       |
| Progetto Caserta                                   | Luigi Falco ✔️ Sindaco      | 27.879                      | 53,70 | 436                                                      | 0,87   | -     |       |
| Nuovo PSI                                          | Luigi Falco ✔️ Sindaco      | 27.879                      | 53,70 | 305                                                      | 0,61   | -     |       |
| Lega Sud Ausonia                                   | Luigi Falco ✔️ Sindaco      | 27.879                      | 53,70 | 12                                                       | 0,02   | -     |       |
|                                                    | Ubaldo Greco                | 19.968                      | 38,46 | Democratici di Sinistra                                  | 5.241  | 10,50 | 4     |
| La Margherita                                      | Ubaldo Greco                | 19.968                      | 38,46 | 4.200                                                    | 8,42   | 4     |       |
| Socialisti Democratici Italiani                    | Ubaldo Greco                | 19.968                      | 38,46 | 1.518                                                    | 3,04   | 1     |       |
| Partito della Rifondazione Comunista               | Ubaldo Greco                | 19.968                      | 38,46 | 1.345                                                    | 2,70   | 1     |       |
| Caserta Viva                                       | Ubaldo Greco                | 19.968                      | 38,46 | 1.200                                                    | 2,41   | 1     |       |
| Unione Democratici per l'Europa                    | Ubaldo Greco                | 19.968                      | 38,46 | 1.052                                                    | 2,11   | 1     |       |
| Italia dei Valori - Partito dei Comunisti Italiani | Ubaldo Greco                | 19.968                      | 38,46 | 528                                                      | 1,06   | -     |       |
| Seggio al candidato sindaco                        | Seggio al candidato sindaco | Seggio al candidato sindaco | 38,46 | 1                                                        |        |       |       |
|                                                    | Arturo Gigliofiorito        | 2.349                       | 4,52  | Federazione dei Verdi                                    | 1.343  | 2,69  | -     |
|                                                    | Giuseppe Cirillo            | 703                         | 1,35  | Forza Caserta                                            | 246    | 0,49  | -     |
|                                                    | Giuseppe Iavazzo            | 633                         | 1,22  | Democratici Socialisti Liberali                          | 739    | 1,48  | -     |
|                                                    | Michele Falcone             | 381                         | 0,73  | Fiamma Tricolore                                         | 233    | 0,47  | -     |
| Totale                                             | Totale                      | 51.913                      |       |                                                          | 49.895 |       | 40    |

### Puglia

#### Brindisi
| Candidati                                                | Candidati                    | Voti                        | %     | Liste              | Voti   | %     | Seggi |
| -------------------------------------------------------- | ---------------------------- | --------------------------- | ----- | ------------------ | ------ | ----- | ----- |
|                                                          | Giovanni Antonino ✔️ Sindaco | 41.249                      | 72,45 | Centro Democratico | 12.663 | 23,31 | 11    |
| Democratici di Sinistra                                  | Giovanni Antonino ✔️ Sindaco | 41.249                      | 72,45 | 7.050              | 12,98  | 6     |       |
| La Margherita                                            | Giovanni Antonino ✔️ Sindaco | 41.249                      | 72,45 | 5.445              | 10,02  | 5     |       |
| Uniti per Brindisi                                       | Giovanni Antonino ✔️ Sindaco | 41.249                      | 72,45 | 4.239              | 7,80   | 3     |       |
| Città Nuova                                              | Giovanni Antonino ✔️ Sindaco | 41.249                      | 72,45 | 2.255              | 4,15   | 2     |       |
| Insieme per la Città                                     | Giovanni Antonino ✔️ Sindaco | 41.249                      | 72,45 | 1.695              | 3,12   | 1     |       |
| Partito della Rifondazione Comunista                     | Giovanni Antonino ✔️ Sindaco | 41.249                      | 72,45 | 1.605              | 2,95   | 1     |       |
| Impegno Sociale                                          | Giovanni Antonino ✔️ Sindaco | 41.249                      | 72,45 | 1.442              | 2,65   | 1     |       |
| Socialdemocratici                                        | Giovanni Antonino ✔️ Sindaco | 41.249                      | 72,45 | 772                | 1,42   | -     |       |
| Sì Donna                                                 | Giovanni Antonino ✔️ Sindaco | 41.249                      | 72,45 | 706                | 1,30   | -     |       |
| Idee in Azione                                           | Giovanni Antonino ✔️ Sindaco | 41.249                      | 72,45 | 681                | 1,25   | -     |       |
| Unione Democratici per l'Europa                          | Giovanni Antonino ✔️ Sindaco | 41.249                      | 72,45 | 320                | 0,59   | -     |       |
|                                                          | Gian Paolo Zeni              | 14.244                      | 25,02 | Forza Italia       | 8.209  | 15,11 | 6     |
| Alleanza Nazionale                                       | Gian Paolo Zeni              | 14.244                      | 25,02 | 3.417              | 6,29   | 2     |       |
| Unione dei Democratici Cristiani e Democratici di Centro | Gian Paolo Zeni              | 14.244                      | 25,02 | 1.868              | 3,44   | 1     |       |
| Partito Repubblicano Italiano                            | Gian Paolo Zeni              | 14.244                      | 25,02 | 611                | 1,12   | -     |       |
| Seggio al candidato sindaco                              | Seggio al candidato sindaco  | Seggio al candidato sindaco | 25,02 | 1                  |        |       |       |
|                                                          | Maria Giuseppina Carruezzo   | 659                         | 1,16  | Nuovo PSI          | 501    | 0,92  | -     |
|                                                          | Nicola Laghezza              | 642                         | 1,13  | Il Cambiamento     | 736    | 1,36  | -     |
|                                                          | Oscar Ricciardi              | 138                         | 0,24  | Italia Futura      | 102    | 0,19  | -     |
| Totale                                                   | Totale                       | 56.932                      |       |                    | 54.317 |       | 40    |

#### Lecce
| Candidati                                                | Candidati                       | Voti                        | %     | Liste                   | Voti   | %     | Seggi |
| -------------------------------------------------------- | ------------------------------- | --------------------------- | ----- | ----------------------- | ------ | ----- | ----- |
|                                                          | Adriana Poli Bortone ✔️ Sindaco | 42.658                      | 68,86 | Forza Italia            | 16.817 | 28,93 | 13    |
| Alleanza Nazionale                                       | Adriana Poli Bortone ✔️ Sindaco | 42.658                      | 68,86 | 11.364                  | 19,55  | 9     |       |
| Unione dei Democratici Cristiani e Democratici di Centro | Adriana Poli Bortone ✔️ Sindaco | 42.658                      | 68,86 | 5.442                   | 9,36   | 4     |       |
| Per Lecce e Marine                                       | Adriana Poli Bortone ✔️ Sindaco | 42.658                      | 68,86 | 3.159                   | 5,43   | 2     |       |
| Più Forza per Lecce                                      | Adriana Poli Bortone ✔️ Sindaco | 42.658                      | 68,86 | 2.441                   | 4,20   | 1     |       |
| Con Te per Lecce                                         | Adriana Poli Bortone ✔️ Sindaco | 42.658                      | 68,86 | 1.249                   | 2,15   | -     |       |
| Fiamma Tricolore                                         | Adriana Poli Bortone ✔️ Sindaco | 42.658                      | 68,86 | 637                     | 1,10   | -     |       |
| Nuovo PSI                                                | Adriana Poli Bortone ✔️ Sindaco | 42.658                      | 68,86 | 317                     | 0,55   | -     |       |
|                                                          | Alberto Maritati                | 19.293                      | 31,14 | Democratici di Sinistra | 5.684  | 9,78  | 4     |
| La Margherita - UDEUR                                    | Alberto Maritati                | 19.293                      | 31,14 | 4.247                   | 7,31   | 3     |       |
| Socialisti Democratici Italiani                          | Alberto Maritati                | 19.293                      | 31,14 | 2.057                   | 3,54   | 1     |       |
| Riformisti                                               | Alberto Maritati                | 19.293                      | 31,14 | 1.508                   | 2,59   | 1     |       |
| Partito della Rifondazione Comunista                     | Alberto Maritati                | 19.293                      | 31,14 | 1.389                   | 2,39   | 1     |       |
| Italia dei Valori - Partito dei Comunisti Italiani       | Alberto Maritati                | 19.293                      | 31,14 | 973                     | 1,67   | -     |       |
| Federazione dei Verdi                                    | Alberto Maritati                | 19.293                      | 31,14 | 846                     | 1,46   | -     |       |
| Seggio al candidato sindaco                              | Seggio al candidato sindaco     | Seggio al candidato sindaco | 31,14 | 1                       |        |       |       |
| Totale                                                   | Totale                          | 61.951                      |       |                         | 58.130 |       | 40    |

### Basilicata

#### Matera
| Candidati                                                | Candidati                   | Voti                        | %     | Liste                   | Voti   | %     | Seggi |
| -------------------------------------------------------- | --------------------------- | --------------------------- | ----- | ----------------------- | ------ | ----- | ----- |
|                                                          | Michele Porcari ✔️ Sindaco  | 25.494                      | 66,37 | Democratici di Sinistra | 8.075  | 21,47 | 10    |
| La Margherita                                            | Michele Porcari ✔️ Sindaco  | 25.494                      | 66,37 | 7.970                   | 21,19  | 9     |       |
| Unione Democratici per l'Europa                          | Michele Porcari ✔️ Sindaco  | 25.494                      | 66,37 | 4.367                   | 11,61  | 5     |       |
| Alleanza per Matera                                      | Michele Porcari ✔️ Sindaco  | 25.494                      | 66,37 | 2.917                   | 7,75   | 3     |       |
| Verdi - Partito dei Comunisti Italiani                   | Michele Porcari ✔️ Sindaco  | 25.494                      | 66,37 | 1.408                   | 3,74   | 1     |       |
| Partito della Rifondazione Comunista                     | Michele Porcari ✔️ Sindaco  | 25.494                      | 66,37 | 1.292                   | 3,43   | 1     |       |
| Socialisti Democratici Italiani                          | Michele Porcari ✔️ Sindaco  | 25.494                      | 66,37 | 607                     | 1,61   | -     |       |
| Italia dei Valori                                        | Michele Porcari ✔️ Sindaco  | 25.494                      | 66,37 | 373                     | 0,99   | -     |       |
|                                                          | Michele Vizziello           | 12.916                      | 33,63 | Forza Italia            | 3.915  | 10,41 | 4     |
| Unione dei Democratici Cristiani e Democratici di Centro | Michele Vizziello           | 12.916                      | 33,63 | 3.518                   | 9,35   | 3     |       |
| Alleanza Nazionale                                       | Michele Vizziello           | 12.916                      | 33,63 | 3.177                   | 8,45   | 3     |       |
| Seggio al candidato sindaco                              | Seggio al candidato sindaco | Seggio al candidato sindaco | 33,63 | 1                       |        |       |       |
| Totale                                                   | Totale                      | 38.410                      |       |                         | 37.619 |       | 40    |

### Calabria

#### Cosenza
| Candidati                                                | Candidati                              | Voti                        | %     | Liste                | Voti   | %     | Seggi |
| -------------------------------------------------------- | -------------------------------------- | --------------------------- | ----- | -------------------- | ------ | ----- | ----- |
|                                                          | Eva Catizone Accede al ballottaggio    | 19.824                      | 42,56 | PSE - Lista Mancini  | 5.582  | 12,37 | 8     |
| Democratici di Sinistra                                  | Eva Catizone Accede al ballottaggio    | 19.824                      | 42,56 | 4.648                | 10,30  | 7     |       |
| Unione Democratici per l'Europa                          | Eva Catizone Accede al ballottaggio    | 19.824                      | 42,56 | 2.433                | 5,39   | 3     |       |
| Socialisti Democratici Italiani                          | Eva Catizone Accede al ballottaggio    | 19.824                      | 42,56 | 1.992                | 4,41   | 3     |       |
| Federazione dei Verdi                                    | Eva Catizone Accede al ballottaggio    | 19.824                      | 42,56 | 1.228                | 2,72   | 1     |       |
| Europei per Cosenza                                      | Eva Catizone Accede al ballottaggio    | 19.824                      | 42,56 | 927                  | 2,05   | 1     |       |
| Partito dei Comunisti Italiani                           | Eva Catizone Accede al ballottaggio    | 19.824                      | 42,56 | 669                  | 1,48   | 1     |       |
| Ciroma                                                   | Eva Catizone Accede al ballottaggio    | 19.824                      | 42,56 | 205                  | 0,45   | -     |       |
|                                                          | Umberto De Rose Accede al ballottaggio | 16.646                      | 35,74 | Forza Italia         | 5.467  | 12,12 | 4     |
| Unione dei Democratici Cristiani e Democratici di Centro | Umberto De Rose Accede al ballottaggio | 16.646                      | 35,74 | 4.133                | 9,16   | 3     |       |
| Alleanza Nazionale                                       | Umberto De Rose Accede al ballottaggio | 16.646                      | 35,74 | 2.762                | 6,12   | 2     |       |
| Polo Sud                                                 | Umberto De Rose Accede al ballottaggio | 16.646                      | 35,74 | 1.435                | 3,18   | 1     |       |
| Nuovo PSI                                                | Umberto De Rose Accede al ballottaggio | 16.646                      | 35,74 | 1.366                | 3,03   | 1     |       |
| Partito Repubblicano Italiano                            | Umberto De Rose Accede al ballottaggio | 16.646                      | 35,74 | 973                  | 2,16   | -     |       |
| Patto Sud                                                | Umberto De Rose Accede al ballottaggio | 16.646                      | 35,74 | 929                  | 2,06   | -     |       |
| Forza Cosenza                                            | Umberto De Rose Accede al ballottaggio | 16.646                      | 35,74 | 762                  | 1,69   | -     |       |
| Seggio al candidato sindaco                              | Seggio al candidato sindaco            | Seggio al candidato sindaco | 35,74 | 1                    |        |       |       |
|                                                          | Salvatore Perugini                     | 8.026                       | 17,23 | La Margherita        | 3.212  | 7,12  | 2     |
| Con Perugini                                             | Salvatore Perugini                     | 8.026                       | 17,23 | 1.729                | 3,83   | 1     |       |
| Alleanza Popolare (A)                                    | Salvatore Perugini                     | 8.026                       | 17,23 | 836                  | 1,85   | -     |       |
| Partito della Rifondazione Comunista                     | Salvatore Perugini                     | 8.026                       | 17,23 | 783                  | 1,74   | -     |       |
| Italia dei Valori                                        | Salvatore Perugini                     | 8.026                       | 17,23 | 651                  | 1,44   | -     |       |
| La Margherita                                            | Salvatore Perugini                     | 8.026                       | 17,23 | 399                  | 0,88   | -     |       |
| Cosenza Storica (B)                                      | Salvatore Perugini                     | 8.026                       | 17,23 | 316                  | 0,70   | -     |       |
| Seggio al candidato sindaco                              | Seggio al candidato sindaco            | Seggio al candidato sindaco | 17,23 | 1                    |        |       |       |
|                                                          | Anna Maria Nucci                       | 1.735                       | 3,72  | Azione Democratica   | 915    | 2,03  | -     |
| Rinascita della Democrazia Cristiana                     | Anna Maria Nucci                       | 1.735                       | 3,72  | 583                  | 1,29   | -     |       |
|                                                          | Alessandro Mandolito                   | 350                         | 0,75  | Nuova Democrazia (C) | 186    | 0,41  | -     |
| Totale                                                   | Totale                                 | 46.581                      |       |                      | 45.121 |       | 40    |

- Le liste contrassegnate con le lettere A, B e C sono apparentate al secondo turno con il candidato sindaco Umberto De Rose.

Ballottaggio
| Candidati | Candidati               | Voti   | %      |
| --------- | ----------------------- | ------ | ------ |
|           | Eva Catizone ✔️ Sindaco | 22.439 | 56,66  |
|           | Umberto De Rose         | 17.163 | 43,34  |
| Totale    | Totale                  | 39.602 | 100,00 |

#### Reggio Calabria
| Candidati                                                | Candidati                      | Voti                        | %     | Liste                                | Voti    | %     | Seggi |
| -------------------------------------------------------- | ------------------------------ | --------------------------- | ----- | ------------------------------------ | ------- | ----- | ----- |
|                                                          | Giuseppe Scopelliti ✔️ Sindaco | 61.377                      | 53,83 | Forza Italia                         | 18.237  | 16,80 | 8     |
| Alleanza Nazionale                                       | Giuseppe Scopelliti ✔️ Sindaco | 61.377                      | 53,83 | 16.358                               | 15,07   | 8     |       |
| Unione dei Democratici Cristiani e Democratici di Centro | Giuseppe Scopelliti ✔️ Sindaco | 61.377                      | 53,83 | 6.117                                | 5,63    | 2     |       |
| Nuovo PSI                                                | Giuseppe Scopelliti ✔️ Sindaco | 61.377                      | 53,83 | 4.993                                | 4,60    | 2     |       |
| Unione Democratici per l'Europa                          | Giuseppe Scopelliti ✔️ Sindaco | 61.377                      | 53,83 | 4.761                                | 4,39    | 2     |       |
| Partito Repubblicano Italiano                            | Giuseppe Scopelliti ✔️ Sindaco | 61.377                      | 53,83 | 3.555                                | 3,27    | 1     |       |
| Patto                                                    | Giuseppe Scopelliti ✔️ Sindaco | 61.377                      | 53,83 | 3.325                                | 3,06    | 1     |       |
| I Liberal Sgarbi                                         | Giuseppe Scopelliti ✔️ Sindaco | 61.377                      | 53,83 | 1.962                                | 1,81    | -     |       |
| Forza Reggio                                             | Giuseppe Scopelliti ✔️ Sindaco | 61.377                      | 53,83 | 1.776                                | 1,64    | -     |       |
| Socialdemocratici                                        | Giuseppe Scopelliti ✔️ Sindaco | 61.377                      | 53,83 | 1.284                                | 1,18    | -     |       |
| Fiamma Tricolore                                         | Giuseppe Scopelliti ✔️ Sindaco | 61.377                      | 53,83 | 358                                  | 0,33    | -     |       |
|                                                          | Demetrio Naccari Carlizzi      | 51.820                      | 45,44 | Democratici di Sinistra              | 11.740  | 10,81 | 4     |
| La Margherita                                            | Demetrio Naccari Carlizzi      | 51.820                      | 45,44 | 9.655                                | 8,89    | 4     |       |
| Uniti per la Città                                       | Demetrio Naccari Carlizzi      | 51.820                      | 45,44 | 5.174                                | 4,77    | 2     |       |
| Partito della Rifondazione Comunista                     | Demetrio Naccari Carlizzi      | 51.820                      | 45,44 | 4.498                                | 4,14    | 1     |       |
| Innamorarsi                                              | Demetrio Naccari Carlizzi      | 51.820                      | 45,44 | 4.436                                | 4,09    | 1     |       |
| Socialisti Democratici Italiani                          | Demetrio Naccari Carlizzi      | 51.820                      | 45,44 | 3.425                                | 3,15    | 1     |       |
| Partito dei Comunisti Italiani                           | Demetrio Naccari Carlizzi      | 51.820                      | 45,44 | 3.001                                | 2,76    | 1     |       |
| La Margherita                                            | Demetrio Naccari Carlizzi      | 51.820                      | 45,44 | 2.623                                | 2,42    | 1     |       |
| Italia dei Valori - Repubblicani Europei                 | Demetrio Naccari Carlizzi      | 51.820                      | 45,44 | 935                                  | 0,86    | -     |       |
| Seggio al candidato sindaco                              | Seggio al candidato sindaco    | Seggio al candidato sindaco | 45,44 | 1                                    |         |       |       |
|                                                          | Tommaso Antonio Fragomeni      | 831                         | 0,73  | Rinascita della Democrazia Cristiana | 355     | 0,33  | -     |
| Totale                                                   | Totale                         | 114.028                     |       |                                      | 108.568 |       | 40    |

#### Vibo Valentia
| Candidati                                                | Candidati                   | Voti                        | %     | Liste         | Voti   | %     | Seggi |
| -------------------------------------------------------- | --------------------------- | --------------------------- | ----- | ------------- | ------ | ----- | ----- |
|                                                          | Elio Costa ✔️ Sindaco       | 11.383                      | 50,98 | Forza Italia  | 3.514  | 16,14 | 8     |
| Unione dei Democratici Cristiani e Democratici di Centro | Elio Costa ✔️ Sindaco       | 11.383                      | 50,98 | 3.100         | 14,23  | 7     |       |
| Alleanza Nazionale                                       | Elio Costa ✔️ Sindaco       | 11.383                      | 50,98 | 2.850         | 13,09  | 6     |       |
| Centro Unito Democratico                                 | Elio Costa ✔️ Sindaco       | 11.383                      | 50,98 | 1.290         | 5,92   | 2     |       |
| Nuovo PSI                                                | Elio Costa ✔️ Sindaco       | 11.383                      | 50,98 | 667           | 3,06   | 1     |       |
| Forza Vibo                                               | Elio Costa ✔️ Sindaco       | 11.383                      | 50,98 | 310           | 1,42   | -     |       |
| Fiamma Tricolore                                         | Elio Costa ✔️ Sindaco       | 11.383                      | 50,98 | 181           | 0,83   | -     |       |
|                                                          | Francesco Sammarco          | 9.461                       | 42,37 | La Margherita | 3.090  | 14,19 | 6     |
| Democratici di Sinistra                                  | Francesco Sammarco          | 9.461                       | 42,37 | 2.377         | 10,91  | 4     |       |
| Socialisti Democratici Italiani                          | Francesco Sammarco          | 9.461                       | 42,37 | 1.408         | 6,47   | 2     |       |
| Solidarietà e Progresso                                  | Francesco Sammarco          | 9.461                       | 42,37 | 1.243         | 5,71   | 2     |       |
| Federazione dei Verdi                                    | Francesco Sammarco          | 9.461                       | 42,37 | 448           | 2,06   | -     |       |
| Movimento per il Futuro                                  | Francesco Sammarco          | 9.461                       | 42,37 | 214           | 0,98   | -     |       |
| Italia dei Valori                                        | Francesco Sammarco          | 9.461                       | 42,37 | 101           | 0,46   | -     |       |
| Seggio al candidato sindaco                              | Seggio al candidato sindaco | Seggio al candidato sindaco | 42,37 | 1             |        |       |       |
|                                                          | Michele Rocco Furci         | 1.151                       | 5,15  | Per Vibo      | 564    | 2,59  | -     |
| Partito della Rifondazione Comunista                     | Michele Rocco Furci         | 1.151                       | 5,15  | 278           | 1,28   | -     |       |
| Seggio al candidato sindaco                              | Seggio al candidato sindaco | Seggio al candidato sindaco | 5,15  | 1             |        |       |       |
|                                                          | Giovanni Patania            | 334                         | 1,50  | La Radice     | 143    | 0,66  | -     |
| Totale                                                   | Totale                      | 22.329                      |       |               | 21.778 |       | 40    |

### Sardegna

#### Oristano
| Candidati                                                | Candidati                               | Voti                        | %     | Liste                                | Voti   | %     | Seggi |
| -------------------------------------------------------- | --------------------------------------- | --------------------------- | ----- | ------------------------------------ | ------ | ----- | ----- |
|                                                          | Antonio Barberio Accede al ballottaggio | 7.721                       | 36,45 | Partito del Popolo Sardo             | 2.334  | 11,54 | 8     |
| Unione dei Democratici Cristiani e Democratici di Centro | Antonio Barberio Accede al ballottaggio | 7.721                       | 36,45 | 2.290                                | 11,32  | 7     |       |
| Alleanza Nazionale                                       | Antonio Barberio Accede al ballottaggio | 7.721                       | 36,45 | 1.683                                | 8,32   | 5     |       |
| Riformatori Sardi                                        | Antonio Barberio Accede al ballottaggio | 7.721                       | 36,45 | 1.167                                | 5,77   | 4     |       |
|                                                          | Pasqualina Ibba Accede al ballottaggio  | 6.923                       | 32,68 | Democratici di Sinistra              | 2.002  | 9,90  | 3     |
| La Margherita                                            | Pasqualina Ibba Accede al ballottaggio  | 6.923                       | 32,68 | 2.002                                | 9,90   | 2     |       |
| Socialisti Democratici Italiani                          | Pasqualina Ibba Accede al ballottaggio  | 6.923                       | 32,68 | 846                                  | 4,18   | 1     |       |
| Partito Sardo d'Azione                                   | Pasqualina Ibba Accede al ballottaggio  | 6.923                       | 32,68 | 468                                  | 2,31   | -     |       |
| Partito della Rifondazione Comunista                     | Pasqualina Ibba Accede al ballottaggio  | 6.923                       | 32,68 | 374                                  | 1,85   | -     |       |
| Italia dei Valori - Partito dei Comunisti Italiani       | Pasqualina Ibba Accede al ballottaggio  | 6.923                       | 32,68 | 156                                  | 0,77   | -     |       |
| Seggio al candidato sindaco                              | Seggio al candidato sindaco             | Seggio al candidato sindaco | 32,68 | 1                                    |        |       |       |
|                                                          | Pietro Arca                             | 6.540                       | 30,87 | Unione Democratica per la Repubblica | 3.322  | 16,42 | 4     |
| Forza Italia                                             | Pietro Arca                             | 6.540                       | 30,87 | 2.015                                | 9,96   | 2     |       |
| Per Oristano                                             | Pietro Arca                             | 6.540                       | 30,87 | 815                                  | 4,03   | 1     |       |
| Oristano al Centro                                       | Pietro Arca                             | 6.540                       | 30,87 | 754                                  | 3,73   | 1     |       |
| Seggio al candidato sindaco                              | Seggio al candidato sindaco             | Seggio al candidato sindaco | 30,87 | 1                                    |        |       |       |
| Totale                                                   | Totale                                  | 21.184                      |       |                                      | 20.228 |       | 40    |

Ballottaggio
| Candidati | Candidati                   | Voti   | %      |
| --------- | --------------------------- | ------ | ------ |
|           | Antonio Barberio ✔️ Sindaco | 9.283  | 52,74  |
|           | Pasqualina Ibba             | 8.320  | 47,26  |
| Totale    | Totale                      | 17.603 | 100,00 |

## Elezioni provinciali
Sono di seguito indicati i risultati ufficiali, parzialmente diversi da quelli inizialmente divulgati dallo stesso ministero dell'interno.

### Piemonte

#### Provincia di Vercelli
| Candidati                                                | Candidati                                | Voti                           | %     | Liste                                | Voti   | %     | Seggi |
| -------------------------------------------------------- | ---------------------------------------- | ------------------------------ | ----- | ------------------------------------ | ------ | ----- | ----- |
|                                                          | Renzo Masoero Accede al ballottaggio     | 37.764                         | 39,38 | Forza Italia                         | 20.018 | 24,36 | 9     |
| Alleanza Nazionale                                       | Renzo Masoero Accede al ballottaggio     | 37.764                         | 39,38 | 6.881                                | 8,37   | 3     |       |
| Lega Nord                                                | Renzo Masoero Accede al ballottaggio     | 37.764                         | 39,38 | 3.838                                | 4,67   | 1     |       |
| Unione dei Democratici Cristiani e Democratici di Centro | Renzo Masoero Accede al ballottaggio     | 37.764                         | 39,38 | 2.576                                | 3,13   | 1     |       |
|                                                          | Gianni Mentigazzi Accede al ballottaggio | 34.671                         | 36,16 | Democratici di Sinistra              | 12.969 | 15,78 | 4     |
| La Margherita                                            | Gianni Mentigazzi Accede al ballottaggio | 34.671                         | 36,16 | 5.902                                | 7,18   | 1     |       |
| Partito della Rifondazione Comunista                     | Gianni Mentigazzi Accede al ballottaggio | 34.671                         | 36,16 | 4.752                                | 5,78   | 1     |       |
| Riformisti per l'Ulivo                                   | Gianni Mentigazzi Accede al ballottaggio | 34.671                         | 36,16 | 2.563                                | 3,12   | -     |       |
| Federazione dei Verdi - Italia dei Valori                | Gianni Mentigazzi Accede al ballottaggio | 34.671                         | 36,16 | 2.020                                | 2,46   | -     |       |
| Partito dei Comunisti Italiani                           | Gianni Mentigazzi Accede al ballottaggio | 34.671                         | 36,16 | 945                                  | 1,15   | -     |       |
| Seggio al candidato presidente                           | Seggio al candidato presidente           | Seggio al candidato presidente | 36,16 | 1                                    |        |       |       |
|                                                          | Gianluca Buonanno                        | 15.888                         | 16,57 | Buonanno                             | 13.160 | 16,01 | 3     |
|                                                          | Roberto Scheda                           | 2.969                          | 3,10  | Nuovo PSI                            | 2.503  | 3,05  | -     |
|                                                          | Angelo Bresciani                         | 1.906                          | 1,99  | Rinascita della Democrazia Cristiana | 1.660  | 2,02  | -     |
|                                                          | Maria Rita Mottola                       | 1.554                          | 1,62  | Socialisti Democratici Italiani (A)  | 1.367  | 1,66  | -     |
|                                                          | Ludovico Ellena                          | 1.135                          | 1,18  | Fiamma Tricolore                     | 1.019  | 1,24  | -     |
| Totale                                                   | Totale                                   | 95.887                         |       |                                      | 82.173 |       | 24    |

- La lista contrassegnata con la lettera A è apparentata al secondo turno con il candidato presidente Gianni Mentigazzi.

Ballottaggio
| Candidati | Candidati                   | Voti   | %      |
| --------- | --------------------------- | ------ | ------ |
|           | Renzo Masoero ✔️ Presidente | 42.226 | 52,71  |
|           | Gianni Mentigazzi           | 37.888 | 47,29  |
| Totale    | Totale                      |        | 100,00 |

### Lombardia

#### Provincia di Como
| Candidati                                                | Candidati                      | Voti                           | %     | Liste                   | Voti    | %     | Seggi |
| -------------------------------------------------------- | ------------------------------ | ------------------------------ | ----- | ----------------------- | ------- | ----- | ----- |
|                                                          | Leonardo Carioni ✔️ Presidente | 152.190                        | 59,32 | Forza Italia            | 68.082  | 28,53 | 10    |
| Lega Nord                                                | Leonardo Carioni ✔️ Presidente | 152.190                        | 59,32 | 42.142                  | 17,66   | 6     |       |
| Alleanza Nazionale                                       | Leonardo Carioni ✔️ Presidente | 152.190                        | 59,32 | 21.555                  | 9,03    | 3     |       |
| Unione dei Democratici Cristiani e Democratici di Centro | Leonardo Carioni ✔️ Presidente | 152.190                        | 59,32 | 12.790                  | 5,36    | 1     |       |
| Nuovo PSI                                                | Leonardo Carioni ✔️ Presidente | 152.190                        | 59,32 | 4.233                   | 1,77    | -     |       |
|                                                          | Renato Viganò                  | 82.980                         | 32,34 | L'Ulivo                 | 51.041  | 21,39 | 8     |
| Partito della Rifondazione Comunista                     | Renato Viganò                  | 82.980                         | 32,34 | 12.692                  | 5,32    | 1     |       |
| Italia dei Valori                                        | Renato Viganò                  | 82.980                         | 32,34 | 5.055                   | 2,12    | -     |       |
| Partito dei Comunisti Italiani                           | Renato Viganò                  | 82.980                         | 32,34 | 3.930                   | 1,65    | -     |       |
| Seggio al candidato presidente                           | Seggio al candidato presidente | Seggio al candidato presidente | 32,34 | 1                       |         |       |       |
|                                                          | Filippo Pozzoli                | 7.519                          | 2,93  | Unione Autonomista Nord | 5.822   | 2,44  | -     |
|                                                          | Giuseppe Crusco                | 7.324                          | 2,85  | Lista Ecologica         | 6.251   | 2,62  | -     |
|                                                          | Alberto Botta                  | 6.563                          | 2,56  | Fiamma Tricolore        | 5.038   | 2,11  | -     |
| Totale                                                   | Totale                         | 256.576                        |       |                         | 238.631 |       | 30    |

#### Provincia di Varese
| Candidati                                                | Candidati                      | Voti                           | %     | Liste                                    | Voti    | %     | Seggi |
| -------------------------------------------------------- | ------------------------------ | ------------------------------ | ----- | ---------------------------------------- | ------- | ----- | ----- |
|                                                          | Marco Reguzzoni ✔️ Presidente  | 220.049                        | 56,83 | Forza Italia                             | 90.336  | 24,98 | 10    |
| Lega Nord                                                | Marco Reguzzoni ✔️ Presidente  | 220.049                        | 56,83 | 66.272                                   | 18,33   | 7     |       |
| Alleanza Nazionale                                       | Marco Reguzzoni ✔️ Presidente  | 220.049                        | 56,83 | 32.085                                   | 8,87    | 3     |       |
| Unione dei Democratici Cristiani e Democratici di Centro | Marco Reguzzoni ✔️ Presidente  | 220.049                        | 56,83 | 18.508                                   | 5,12    | 2     |       |
|                                                          | Stefano Natale Tosi            | 144.377                        | 37,29 | Democratici di Sinistra                  | 48.916  | 13,53 | 6     |
| La Margherita                                            | Stefano Natale Tosi            | 144.377                        | 37,29 | 36.113                                   | 9,99    | 4     |       |
| Partito della Rifondazione Comunista                     | Stefano Natale Tosi            | 144.377                        | 37,29 | 21.967                                   | 6,07    | 2     |       |
| Italia dei Valori                                        | Stefano Natale Tosi            | 144.377                        | 37,29 | 8.057                                    | 2,23    | 1     |       |
| Federazione dei Verdi                                    | Stefano Natale Tosi            | 144.377                        | 37,29 | 7.447                                    | 2,06    | -     |       |
| Partito dei Comunisti Italiani                           | Stefano Natale Tosi            | 144.377                        | 37,29 | 6.239                                    | 1,73    | -     |       |
| Socialisti Democratici Italiani                          | Stefano Natale Tosi            | 144.377                        | 37,29 | 5.005                                    | 1,38    | -     |       |
| Seggio al candidato presidente                           | Seggio al candidato presidente | Seggio al candidato presidente | 37,29 | 1                                        |         |       |       |
|                                                          | Gabriella Benigna              | 9.056                          | 2,34  | Lega per l'Autonomia - Alleanza Lombarda | 8.269   | 2,29  | -     |
|                                                          | Carlo Senaldi                  | 7.363                          | 1,90  | Rinascita della Democrazia Cristiana     | 6.736   | 1,86  | -     |
|                                                          | Antonio Matera                 | 4.263                          | 1,10  | Nuovo PSI                                | 3.793   | 1,05  | -     |
|                                                          | Vito Gnutti                    | 2.070                          | 0,53  | Autonomisti per l'Europa                 | 1.856   | 0,51  | -     |
| Totale                                                   | Totale                         | 387.178                        |       |                                          | 361.599 |       | 36    |

### Veneto

#### Provincia di Treviso
| Candidati                                                | Candidati                             | Voti                           | %     | Liste                                | Voti    | %     | Seggi |
| -------------------------------------------------------- | ------------------------------------- | ------------------------------ | ----- | ------------------------------------ | ------- | ----- | ----- |
|                                                          | Luca Zaia Accede al ballottaggio      | 177.331                        | 43,06 | Lega Nord                            | 78.682  | 26,84 | 18    |
| Forza Marca                                              | Luca Zaia Accede al ballottaggio      | 177.331                        | 43,06 | 19.772                               | 6,74    | 4     |       |
|                                                          | Diego Bottacin Accede al ballottaggio | 104.871                        | 25,47 | Democratici di Sinistra              | 30.411  | 10,37 | 2     |
| La Margherita                                            | Diego Bottacin Accede al ballottaggio | 104.871                        | 25,47 | 27.853                               | 9,50    | 2     |       |
| Italia dei Valori                                        | Diego Bottacin Accede al ballottaggio | 104.871                        | 25,47 | 12.965                               | 4,42    | 1     |       |
| Partito dei Comunisti Italiani                           | Diego Bottacin Accede al ballottaggio | 104.871                        | 25,47 | 4.927                                | 1,68    | -     |       |
| Socialisti Democratici Italiani                          | Diego Bottacin Accede al ballottaggio | 104.871                        | 25,47 | 2.950                                | 1,01    | -     |       |
| Seggio al candidato presidente                           | Seggio al candidato presidente        | Seggio al candidato presidente | 25,47 | 1                                    |         |       |       |
|                                                          | Francesco Giacomin                    | 104.387                        | 25,35 | Forza Italia                         | 61.814  | 21,09 | 5     |
| Alleanza Nazionale                                       | Francesco Giacomin                    | 104.387                        | 25,35 | 15.800                               | 5,39    | 1     |       |
| Unione dei Democratici Cristiani e Democratici di Centro | Francesco Giacomin                    | 104.387                        | 25,35 | 15.432                               | 5,26    | 1     |       |
| Seggio al candidato presidente                           | Seggio al candidato presidente        | Seggio al candidato presidente | 25,35 | 1                                    |         |       |       |
|                                                          | Alessandro Sabiucciu                  | 8.246                          | 2,00  | Partito della Rifondazione Comunista | 7.711   | 2,63  | -     |
|                                                          | Fabio Padovan                         | 7.515                          | 1,82  | Liga Fronte Veneto                   | 6.440   | 2,20  | -     |
|                                                          | Paolo Bolla                           | 2.672                          | 0,65  | Unità Socialista                     | 2.484   | 0,85  | -     |
|                                                          | Giancarlo Bianconi                    | 1.994                          | 0,48  | Fiamma Tricolore                     | 1.846   | 0,63  | -     |
|                                                          | Sergio Zulian                         | 1.877                          | 0,46  | Altra Marca                          | 1.599   | 0,55  | -     |
|                                                          | Giovanni Favaretto                    | 1.483                          | 0,36  | Alpi                                 | 1.311   | 0,45  | -     |
|                                                          | Sergio Celin                          | 1.421                          | 0,35  | Forza Nuova                          | 1.165   | 0,40  | -     |
| Totale                                                   | Totale                                | 411.797                        |       |                                      | 293.162 |       | 36    |

Ballottaggio
| Candidati | Candidati               | Voti    | %      |
| --------- | ----------------------- | ------- | ------ |
|           | Luca Zaia ✔️ Presidente | 240.211 | 69,17  |
|           | Diego Bottacin          | 107.044 | 30,83  |
| Totale    | Totale                  |         | 100,00 |

#### Provincia di Vicenza
| Candidati                                                | Candidati                      | Voti                           | %     | Liste                                                        | Voti    | %     | Seggi |
| -------------------------------------------------------- | ------------------------------ | ------------------------------ | ----- | ------------------------------------------------------------ | ------- | ----- | ----- |
|                                                          | Manuela Dal Lago ✔️ Presidente | 230.190                        | 57,03 | Forza Italia                                                 | 94.854  | 27,23 | 11    |
| Lega Nord                                                | Manuela Dal Lago ✔️ Presidente | 230.190                        | 57,03 | 55.697                                                       | 15,99   | 6     |       |
| Alleanza Nazionale                                       | Manuela Dal Lago ✔️ Presidente | 230.190                        | 57,03 | 29.430                                                       | 8,45    | 3     |       |
| Unione dei Democratici Cristiani e Democratici di Centro | Manuela Dal Lago ✔️ Presidente | 230.190                        | 57,03 | 21.524                                                       | 6,18    | 2     |       |
|                                                          | Giuseppe Berlato Sella         | 141.382                        | 35,03 | La Margherita                                                | 49.408  | 14,18 | 6     |
| Democratici di Sinistra                                  | Giuseppe Berlato Sella         | 141.382                        | 35,03 | 34.415                                                       | 9,88    | 4     |       |
| Partito dei Comunisti Italiani                           | Giuseppe Berlato Sella         | 141.382                        | 35,03 | 11.915                                                       | 3,42    | 1     |       |
| Italia dei Valori                                        | Giuseppe Berlato Sella         | 141.382                        | 35,03 | 8.838                                                        | 2,54    | 1     |       |
| Federazione dei Verdi                                    | Giuseppe Berlato Sella         | 141.382                        | 35,03 | 7.511                                                        | 2,16    | -     |       |
| Socialisti Democratici Italiani                          | Giuseppe Berlato Sella         | 141.382                        | 35,03 | 4.697                                                        | 1,35    | -     |       |
| Comitato Volontario Trasparenza                          | Giuseppe Berlato Sella         | 141.382                        | 35,03 | 1.008                                                        | 0,29    | -     |       |
| Seggio al candidato presidente                           | Seggio al candidato presidente | Seggio al candidato presidente | 35,03 | 1                                                            |         |       |       |
|                                                          | Ettore Beggiato                | 14.197                         | 3,52  | Liga Fronte Veneto                                           | 13.043  | 3,74  | 1     |
|                                                          | Roberto Fogagnoli              | 9.689                          | 2,40  | Partito della Rifondazione Comunista                         | 9.061   | 2,60  | -     |
|                                                          | Gerardo Testa                  | 2.943                          | 0,73  | Fiamma Tricolore                                             | 2.434   | 0,70  | -     |
|                                                          | Ferdinando Landi               | 1.839                          | 0,46  | Unione Laica (Radicali - PRI - Partito Liberale - Nuovo PSI) | 1.569   | 0,45  | -     |
|                                                          | Turi Sambo                     | 1.767                          | 0,44  | Forza Nuova                                                  | 1.446   | 0,42  | -     |
|                                                          | Giuseppe Carlo Milani          | 1.626                          | 0,40  | Alpi                                                         | 1.467   | 0,42  | -     |
| Totale                                                   | Totale                         | 403.633                        |       |                                                              | 348.317 |       | 36    |

### Liguria

#### Provincia di Genova
| Candidati                                                | Candidati                        | Voti                           | %     | Liste                                               | Voti    | %     | Seggi |
| -------------------------------------------------------- | -------------------------------- | ------------------------------ | ----- | --------------------------------------------------- | ------- | ----- | ----- |
|                                                          | Alessandro Repetto ✔️ Presidente | 267.622                        | 56,32 | Democratici di Sinistra                             | 135.177 | 30,70 | 13    |
| La Margherita                                            | Alessandro Repetto ✔️ Presidente | 267.622                        | 56,32 | 39.937                                              | 9,07    | 4     |       |
| Partito della Rifondazione Comunista                     | Alessandro Repetto ✔️ Presidente | 267.622                        | 56,32 | 35.151                                              | 7,98    | 3     |       |
| Italia dei Valori                                        | Alessandro Repetto ✔️ Presidente | 267.622                        | 56,32 | 10.753                                              | 2,44    | 1     |       |
| Federazione dei Verdi                                    | Alessandro Repetto ✔️ Presidente | 267.622                        | 56,32 | 10.032                                              | 2,28    | 1     |       |
| Partito dei Comunisti Italiani                           | Alessandro Repetto ✔️ Presidente | 267.622                        | 56,32 | 8.927                                               | 2,03    | -     |       |
| Genova Riformista (SDI - Repubblicani Europei)           | Alessandro Repetto ✔️ Presidente | 267.622                        | 56,32 | 5.215                                               | 1,18    | -     |       |
| Partito Pensionati                                       | Alessandro Repetto ✔️ Presidente | 267.622                        | 56,32 | 4.103                                               | 0,93    | -     |       |
| Referendari Libertari Animalisti                         | Alessandro Repetto ✔️ Presidente | 267.622                        | 56,32 | 1.260                                               | 0,29    | -     |       |
|                                                          | Roberto Bagnasco                 | 168.870                        | 35,54 | Forza Italia                                        | 87.687  | 19,92 | 7     |
| Alleanza Nazionale                                       | Roberto Bagnasco                 | 168.870                        | 35,54 | 35.722                                              | 8,11    | 3     |       |
| Unione dei Democratici Cristiani e Democratici di Centro | Roberto Bagnasco                 | 168.870                        | 35,54 | 15.893                                              | 3,61    | 1     |       |
| Lega Nord                                                | Roberto Bagnasco                 | 168.870                        | 35,54 | 14.419                                              | 3,27    | 1     |       |
| Seggio al candidato presidente                           | Seggio al candidato presidente   | Seggio al candidato presidente | 35,54 | 1                                                   |         |       |       |
|                                                          | Marco Fallabrini                 | 17.770                         | 3,74  | Lista Castellaneta                                  | 16.756  | 3,81  | 1     |
|                                                          | Cosimo Surace                    | 5.677                          | 1,19  | Nuovo PSI                                           | 5.524   | 1,25  | -     |
|                                                          | Giacomo Bertone                  | 4.957                          | 1,04  | Pensionati Uniti Indipendenti                       | 1.718   | 0,39  | -     |
| Uniti per la Gente                                       | Giacomo Bertone                  | 4.957                          | 1,04  | 2.535                                               | 0,58    | -     |       |
|                                                          | Mariachiara Malagoli             | 3.476                          | 0,73  | Noi per Genova                                      | 3.220   | 0,73  | -     |
|                                                          | Andrea Proto                     | 3.113                          | 0,66  | Anima Genova                                        | 2.771   | 0,63  | -     |
|                                                          | Andrea Pescino                   | 2.178                          | 0,46  | Lega Ligure - Partito Liberal Popolare              | 303     | 0,07  | -     |
| Forza Nuova                                              | Andrea Pescino                   | 2.178                          | 0,46  | 1.674                                               | 0,38    | -     |       |
|                                                          | Vincenzo Gubitosi                | 768                            | 0,16  | Polo delle Destre                                   | 793     | 0,18  | -     |
|                                                          | Pasquale Romeo                   | 748                            | 0,16  | Alleanza Monarchica - Movimento Lavoratori Autonomi | 713     | 0,16  | -     |
| Totale                                                   | Totale                           | 475.179                        |       |                                                     | 440.283 |       | 36    |

#### Provincia della Spezia
| Candidati                                                | Candidati                        | Voti                           | %     | Liste                             | Voti    | %     | Seggi |
| -------------------------------------------------------- | -------------------------------- | ------------------------------ | ----- | --------------------------------- | ------- | ----- | ----- |
|                                                          | Giuseppe Ricciardi ✔️ Presidente | 73.814                         | 60,12 | Democratici di Sinistra           | 37.768  | 33,57 | 11    |
| La Margherita                                            | Giuseppe Ricciardi ✔️ Presidente | 73.814                         | 60,12 | 10.270                            | 9,13    | 2     |       |
| Partito della Rifondazione Comunista                     | Giuseppe Ricciardi ✔️ Presidente | 73.814                         | 60,12 | 8.690                             | 7,73    | 2     |       |
| Socialisti Riformisti                                    | Giuseppe Ricciardi ✔️ Presidente | 73.814                         | 60,12 | 4.408                             | 3,92    | 1     |       |
| Partito dei Comunisti Italiani                           | Giuseppe Ricciardi ✔️ Presidente | 73.814                         | 60,12 | 2.837                             | 2,52    | -     |       |
| Federazione dei Verdi                                    | Giuseppe Ricciardi ✔️ Presidente | 73.814                         | 60,12 | 1.782                             | 1,58    | -     |       |
| Italia dei Valori                                        | Giuseppe Ricciardi ✔️ Presidente | 73.814                         | 60,12 | 1.424                             | 1,27    | -     |       |
| Alleanza per La Spezia                                   | Giuseppe Ricciardi ✔️ Presidente | 73.814                         | 60,12 | 1.319                             | 1,17    | -     |       |
|                                                          | Gianluigi Troiano                | 42.239                         | 34,40 | Forza Italia                      | 22.548  | 20,04 | 5     |
| Alleanza Nazionale                                       | Gianluigi Troiano                | 42.239                         | 34,40 | 10.219                            | 9,08    | 2     |       |
| Unione dei Democratici Cristiani e Democratici di Centro | Gianluigi Troiano                | 42.239                         | 34,40 | 2.954                             | 2,63    | -     |       |
| Lega Nord                                                | Gianluigi Troiano                | 42.239                         | 34,40 | 2.102                             | 1,87    | -     |       |
| Unione Pensionati                                        | Gianluigi Troiano                | 42.239                         | 34,40 | 531                               | 0,47    | -     |       |
| Seggio al candidato presidente                           | Seggio al candidato presidente   | Seggio al candidato presidente | 34,40 | 1                                 |         |       |       |
|                                                          | Giorgio Tedoldi                  | 4.311                          | 3,51  | Città del Sole - Circolo Dossetti | 3.566   | 3,17  | -     |
|                                                          | Stefano Tomà                     | 1.596                          | 1,30  | Partito Pensionati                | 823     | 0,73  | -     |
| Liguria Nuova                                            | Stefano Tomà                     | 1.596                          | 1,30  | 529                               | 0,47    | -     |       |
|                                                          | Giulio Corvetti                  | 820                            | 0,67  | Polo delle Destre                 | 719     | 0,64  | -     |
| Totale                                                   | Totale                           | 122.780                        |       |                                   | 112.489 |       | 24    |

### Marche

#### Provincia di Ancona
| Candidati                                                | Candidati                      | Voti                           | %     | Liste                   | Voti    | %     | Seggi |
| -------------------------------------------------------- | ------------------------------ | ------------------------------ | ----- | ----------------------- | ------- | ----- | ----- |
|                                                          | Enzo Giancarli ✔️ Presidente   | 151.293                        | 64,94 | Democratici di Sinistra | 59.582  | 26,74 | 10    |
| La Margherita                                            | Enzo Giancarli ✔️ Presidente   | 151.293                        | 64,94 | 32.668                  | 14,66   | 5     |       |
| Partito della Rifondazione Comunista                     | Enzo Giancarli ✔️ Presidente   | 151.293                        | 64,94 | 17.533                  | 7,87    | 2     |       |
| Socialisti Democratici Italiani                          | Enzo Giancarli ✔️ Presidente   | 151.293                        | 64,94 | 9.057                   | 4,06    | 1     |       |
| Federazione dei Verdi                                    | Enzo Giancarli ✔️ Presidente   | 151.293                        | 64,94 | 8.340                   | 3,74    | 1     |       |
| Partito dei Comunisti Italiani                           | Enzo Giancarli ✔️ Presidente   | 151.293                        | 64,94 | 7.689                   | 3,45    | 1     |       |
| Repubblicani Europei                                     | Enzo Giancarli ✔️ Presidente   | 151.293                        | 64,94 | 5.853                   | 2,63    | -     |       |
| Italia dei Valori                                        | Enzo Giancarli ✔️ Presidente   | 151.293                        | 64,94 | 3.858                   | 1,73    | -     |       |
|                                                          | Ennio Mencarelli               | 79.127                         | 33,96 | Forza Italia            | 35.413  | 15,89 | 5     |
| Alleanza Nazionale                                       | Ennio Mencarelli               | 79.127                         | 33,96 | 24.761                  | 11,11   | 3     |       |
| Unione dei Democratici Cristiani e Democratici di Centro | Ennio Mencarelli               | 79.127                         | 33,96 | 12.696                  | 5,70    | 1     |       |
| Nuovo PSI - PRI - Rinascita Socialdemocratica            | Ennio Mencarelli               | 79.127                         | 33,96 | 2.118                   | 0,95    | -     |       |
| Lega Nord                                                | Ennio Mencarelli               | 79.127                         | 33,96 | 973                     | 0,44    | -     |       |
| Seggio al candidato presidente                           | Seggio al candidato presidente | Seggio al candidato presidente | 33,96 | 1                       |         |       |       |
|                                                          | Giuseppe Bonura                | 2.569                          | 1,10  | Fiamma Tricolore        | 2.300   | 1,03  | -     |
| Totale                                                   | Totale                         | 232.989                        |       |                         | 222.841 |       | 30    |

### Molise

#### Provincia di Campobasso
| Candidati                                                | Candidati                                | Voti                           | %     | Liste                               | Voti    | %     | Seggi |
| -------------------------------------------------------- | ---------------------------------------- | ------------------------------ | ----- | ----------------------------------- | ------- | ----- | ----- |
|                                                          | Augusto Massa Accede al ballottaggio     | 57.001                         | 43,83 | La Margherita                       | 17.032  | 13,90 | 5     |
| Democratici di Sinistra                                  | Augusto Massa Accede al ballottaggio     | 57.001                         | 43,83 | 16.078                              | 13,12   | 4     |       |
| Partito della Rifondazione Comunista                     | Augusto Massa Accede al ballottaggio     | 57.001                         | 43,83 | 6.076                               | 4,96    | 1     |       |
| Socialisti Democratici Italiani                          | Augusto Massa Accede al ballottaggio     | 57.001                         | 43,83 | 4.748                               | 3,87    | 1     |       |
| Partito dei Comunisti Italiani                           | Augusto Massa Accede al ballottaggio     | 57.001                         | 43,83 | 4.648                               | 3,79    | 1     |       |
| Federazione dei Verdi                                    | Augusto Massa Accede al ballottaggio     | 57.001                         | 43,83 | 2.503                               | 2,04    | -     |       |
|                                                          | Antonio Ventresca Accede al ballottaggio | 56.272                         | 43,27 | Forza Italia                        | 21.838  | 17,82 | 4     |
| Unione dei Democratici Cristiani e Democratici di Centro | Antonio Ventresca Accede al ballottaggio | 56.272                         | 43,27 | 16.836                              | 13,74   | 3     |       |
| Alleanza Nazionale                                       | Antonio Ventresca Accede al ballottaggio | 56.272                         | 43,27 | 12.388                              | 10,11   | 2     |       |
| Nuovo PSI                                                | Antonio Ventresca Accede al ballottaggio | 56.272                         | 43,27 | 4.174                               | 3,41    | -     |       |
| Seggio al candidato presidente                           | Seggio al candidato presidente           | Seggio al candidato presidente | 43,27 | 1                                   |         |       |       |
|                                                          | Luigi Di Bartolomeo                      | 7.384                          | 5,68  | Unione Democratici per l'Europa (A) | 7.166   | 5,85  | 2     |
|                                                          | Carmine Tramaterra                       | 5.403                          | 4,15  | Partito Socialista Unitario         | 5.386   | 4,40  | -     |
|                                                          | Antonio Martino                          | 2.903                          | 2,23  | Partito Popolare Progressista       | 2.624   | 2,14  | -     |
|                                                          | Antonio Piciocco                         | 1.086                          | 0,84  | Fronte Nazionale                    | 1.033   | 0,84  | -     |
| Totale                                                   | Totale                                   | 130.049                        |       |                                     | 122.530 |       | 24    |

- La lista contrassegnata con la lettera A è apparentata al secondo turno con il candidato presidente Augusto Massa.

Ballottaggio
| Candidati | Candidati                   | Voti   | %      |
| --------- | --------------------------- | ------ | ------ |
|           | Augusto Massa ✔️ Presidente | 58.466 | 56,48  |
|           | Antonio Ventresca           | 45.047 | 43,52  |
| Totale    | Totale                      |        | 100,00 |

### Calabria

#### Provincia di Reggio Calabria
| Candidati                                                | Candidati                      | Voti                           | %     | Liste                                | Voti    | %     | Seggi |
| -------------------------------------------------------- | ------------------------------ | ------------------------------ | ----- | ------------------------------------ | ------- | ----- | ----- |
|                                                          | Pietro Fuda ✔️ Presidente      | 181.170                        | 58,49 | Forza Italia                         | 40.238  | 13,62 | 5     |
| Unione dei Democratici Cristiani e Democratici di Centro | Pietro Fuda ✔️ Presidente      | 181.170                        | 58,49 | 26.037                               | 8,81    | 3     |       |
| Alleanza Nazionale                                       | Pietro Fuda ✔️ Presidente      | 181.170                        | 58,49 | 25.408                               | 8,60    | 3     |       |
| Nuovo PSI                                                | Pietro Fuda ✔️ Presidente      | 181.170                        | 58,49 | 20.377                               | 6,90    | 2     |       |
| Partito Repubblicano Italiano                            | Pietro Fuda ✔️ Presidente      | 181.170                        | 58,49 | 13.239                               | 4,48    | 1     |       |
| Unione Democratici per l'Europa                          | Pietro Fuda ✔️ Presidente      | 181.170                        | 58,49 | 10.080                               | 3,41    | 1     |       |
| I Liberal Sgarbi                                         | Pietro Fuda ✔️ Presidente      | 181.170                        | 58,49 | 9.272                                | 3,14    | 1     |       |
| Cristiani Democratici Europei                            | Pietro Fuda ✔️ Presidente      | 181.170                        | 58,49 | 8.947                                | 3,03    | 1     |       |
| Patto per Fuda                                           | Pietro Fuda ✔️ Presidente      | 181.170                        | 58,49 | 7.641                                | 2,59    | 1     |       |
| Fiamma Tricolore                                         | Pietro Fuda ✔️ Presidente      | 181.170                        | 58,49 | 5.490                                | 1,86    | -     |       |
| Centro Democratico Calabrese                             | Pietro Fuda ✔️ Presidente      | 181.170                        | 58,49 | 4.956                                | 1,68    | -     |       |
| Socialdemocratici                                        | Pietro Fuda ✔️ Presidente      | 181.170                        | 58,49 | 4.626                                | 1,57    | -     |       |
|                                                          | Cosimo Antonio Calabrò         | 125.394                        | 40,49 | Democratici di Sinistra              | 34.175  | 11,57 | 4     |
| Margherita                                               | Cosimo Antonio Calabrò         | 125.394                        | 40,49 | 18.713                               | 6,33    | 2     |       |
| La Margherita                                            | Cosimo Antonio Calabrò         | 125.394                        | 40,49 | 15.892                               | 5,38    | 1     |       |
| Socialisti Democratici Italiani                          | Cosimo Antonio Calabrò         | 125.394                        | 40,49 | 13.650                               | 4,62    | 1     |       |
| Partito della Rifondazione Comunista                     | Cosimo Antonio Calabrò         | 125.394                        | 40,49 | 13.292                               | 4,50    | 1     |       |
| Partito dei Comunisti Italiani                           | Cosimo Antonio Calabrò         | 125.394                        | 40,49 | 10.406                               | 3,52    | 1     |       |
| Federazione dei Verdi                                    | Cosimo Antonio Calabrò         | 125.394                        | 40,49 | 8.203                                | 2,78    | 1     |       |
| Italia dei Valori                                        | Cosimo Antonio Calabrò         | 125.394                        | 40,49 | 2.094                                | 0,71    | -     |       |
| Seggio al candidato presidente                           | Seggio al candidato presidente | Seggio al candidato presidente | 40,49 | 1                                    |         |       |       |
|                                                          | Leo Ferraro                    | 3.157                          | 1,02  | Rinascita della Democrazia Cristiana | 2.677   | 0,91  | -     |
| Totale                                                   | Totale                         | 309.721                        |       |                                      | 295.413 |       | 30    |